# Raimundo III de Trípoli
Raimundo III (c. 1140-septiembre u octubre de 1187) fue conde de Trípoli de 1152 a 1187. Era menor de edad cuando la secta de los asesinos mataron a su padre, Raimundo II de Trípoli, y su madre Hodierna, fue nombrada regente por el rey Balduino III de Jerusalén, que se encontraba en Trípoli en ese entonces. El joven Raimundo pasó los siguientes años en la corte de Jerusalén y participó en una serie de campañas militares contra Nur al-Din, el gobernante musulmán de Damasco, después de alcanzar la mayoría de edad en 1155. En 1161, contrató piratas para saquear la costa e islas bizantinas como venganza contra el emperador bizantino Manuel I Comneno, que había roto su compromiso de matrimonio con su hermana Melisenda. El 10 de agosto de 1164 fue capturado en la batalla de Harim y encarcelado en Alepo durante casi diez años. Durante su cautiverio, su primo Amalarico I de Jerusalén administró sus feudos en su nombre. 
Raimundo fue liberado a través de una compensación como rescate; tuvo que pedir prestado a los caballeros hospitalarios. Su matrimonio con Eschiva de Bures lo convirtió en príncipe de Galilea y en uno de los nobles más ricos del Reino de Jerusalén. En 1174, el rey Amalarico murió y designó a su hijo menor, Balduino IV, como sucesor. Como el pariente masculino más cercano fue elegido bailío (o regente). Durante su mandato se mantuvo neutral durante los conflictos entre los sucesores de Nur al-Din y su excomandante, Saladino, lo que facilitó la unificación de Egipto y una parte importante de Siria bajo el poder de este último. Su periodo de regencia culminó cuando el rey alcanzó la mayoría de edad en 1176, aunque este padecía de lepra.
En un intento por disminuir la influencia de Inés de Courtenay, madre de Balduino IV, y de su hermano, Joscelino III de Edesa, sobre los asuntos de gobierno, Raimundo y Bohemundo III de Antioquía marcharon a Jerusalén antes de la Pascua de 1180, pero su repentina llegada tuvo el efecto contrario. El rey casó a su hermana y heredera, Sibila, con un seguidor de su madre, Guido de Lusignan, por lo que tuvieron que abandonar el reino. Las relaciones entre el monarca y su cuñado se volvieron tensas y desheredó a su hermana en favor de Balduino V, el pequeño hijo que está había tenido de un matrimonio anterior. Los partidarios de Raimundo también persuadieron al rey para que lo nombraran bailío del joven monarca en 1185, pero su autoridad era limitada debido a que Joscelino III se convirtió en el guardián del niño y todas las fortalezas estuvieron pusieron bajo la administración de las órdenes militares.
Después de que Balduino V muriera en el verano de 1186, Raimundo convocó a los barones del reino a una asamblea en Nablus; esto permitió a los seguidores de Sibila tomar posesión de Jerusalén. Aunque intentó persuadir a la media hermana de la nueva reina, Isabel, y al esposo de esta, Hunfredo IV de Torón, para reclamar el trono, este juró lealtad a los nuevos monarcas. El conde se negó a rendirles homenaje e hizo una alianza con Saladino, lo que le permitió cruzar Galilea durante sus campañas contra Jerusalén y colocar una guarnición en Tiberíades. Sin embargo, se reconcilió con el rey solo después de una gran invasión musulmana  atacara los territorios cruzados en el verano de 1187. Comandó la vanguardia del ejército cristiano en la batalla de los Cuernos de Hattin, que terminó en su derrota catastrófica y fue uno de los pocos comandantes cruzados que no fueron asesinados o capturados. Huyó a Tiro y luego a Trípoli, donde murió (probablemente de pleuritis) después de legar Trípoli a su ahijado, Raimundo de Antioquía.

## Primeros años

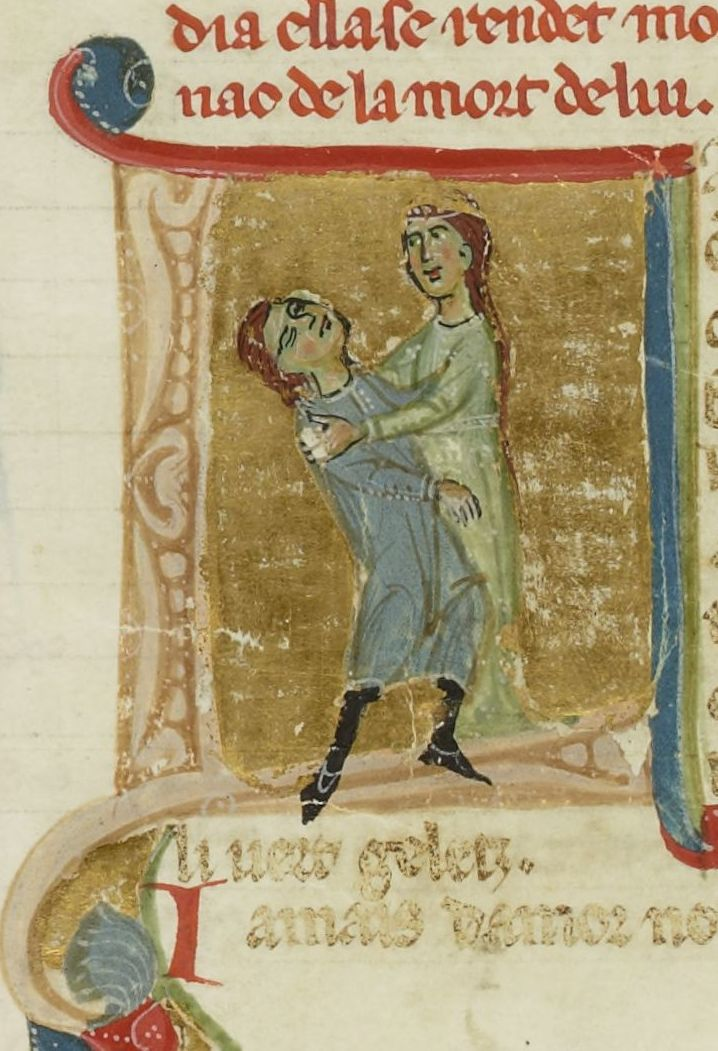
El trobador Jaufré Rudel fallece en los brazos de Hodierna de Jerusalén, madre de Raimundo III.

Nacido en 1140, Raimundo era el único hijo varón de Raimundo II de Trípoli y Hodierna de Jerusalén y se le menciona por primera vez de una carta de concesión de su padre en 1151.   Este documento también fue firmado por su madre, una influyente y activa «agente política» de su época, similar a sus hermanas, Melisenda, reina de Jerusalén y Alicia, princesa de Antioquía. Los celos de su esposo dieron lugar a conflictos matrimoniales a principios de la década de 1150. Aunque Melisenda viajó a Trípoli para reconciliarlos, su hermana decidió partir hacia Jerusalén. Sin embargo, un grupo de asesinos mató a Raimundo II en la puerta sur de Trípoli poco después de su partida.

## Conde

### Minoría
El hijo de Melisenda, Balduino III de Jerusalén, que se encontraba en Trípoli cuando se cometió el crimen, convocó a Hodierna a la ciudad. El rey celebró una asamblea después del funeral y en la cual los nobles tripolitanos rindieron homenaje a la condesa viuda y sus dos menores hijos, Raimundo y Melisenda. El fallecido Raimundo había decretado en su testamento que el maestre de los caballeros hospitalarios debía administrar el condado si su sucesor era todavía menor de edad, pero se ignoraron estos designios cuando se nombró a su esposa como regente de su hijo. El adolescente Raimundo pasó varios años en la corte de Jerusalén; el primer documento existente que lo menciona se remonta al 23 de septiembre de 1152 o 1153. De acuerdo con el historiador Kevin J. Lewis, Balduino III se encargó de supervisar la educación de su primo.

### Primeros años de mayoría
Raimundo alcanzó la mayoría de edad en 1155 y su primer acto fue el confirmar la concesión de Tortosa a los caballeros templarios, que su padre había emitido en un documento el 11 de junio de 1157. Ocho días después de este suceso, Nur al-Din, el gobernante musulmán de Alepo y Damasco, había tendido una emboscada a Balduino III en el Vado de Jacob, en el río Jordán, por lo que cientos de soldados cristianos fueron capturados o asesinados, y el rey se vio obligado a huir a Safed. Después de que los musulmanes se dispusieran a sitiar la ciudad de Banias, se enviaron emisarios solicitando el apoyo de los gobernantes de Trípoli y Antioquía, por lo que estos se dirigieron a Chastel Neuf para unirse al diezmado ejército real. Sin embargo, Nur al-Din había levantado el asedio y se retiró con sus tropas sin ofrecer resistencia.
En agosto de 1157, un terremoto destruyó la ciudad de Trípoli, la fortaleza de Arqa y el Crac de los Caballeros; Raimundo y otros señores cruzados aprovecharon las consecuencias de este desastre, así como la presencia del conde Teodorico de Alsacia, quien había llegado a la cabeza de un considerable ejército en octubre, para lanzar una campaña contra las ciudades musulmanas del norte de Siria que también se vieron arruinadas por el sismo. Primero, atacaron el Chastel Rouge, cerca de la frontera del Condado de Trípoli, pero no pudieron obligar a los defensores a rendirse. Tampoco pudieron apoderarse de Shaizar; Teodorico y Reinaldo de Châtillon, príncipe de Antioquía, reclamaron la ciudad incluso antes de que fuera ocupada, pero no pudieron llegar a un acuerdo. Sin embargo, el asedio de Harenc había tenido éxito aunque los cruzados terminaron la campaña después de su conquista en enero de 1158.
En 1160, el emperador bizantino, Manuel I Comneno, buscaba una esposa en los estados cruzados y envió embajadores a la corte de Balduino III, manifestando que estaba dispuesto a casarse con María de Antioquía o con Melisenda de Trípoli, que estaban estrechamente emparentadas con el rey. El rey le propuso a la segunda y el emperador aceptó su elección. Raimundo ordenó la construcción doce galeras debido a que deseaba tener un magnífico séquito para su hermana durante su viaje a Constantinopla. Así mismo, su madre y su tía gastaron una cantidad considerable de dinero para comprar joyas preciosas para la futura emperatriz. Sin embargo, el emperador cambió de parecer e inició negociaciones con Constanza de Antioquía, para contraer matrimonio con María. El conde de Trípoli, sintiéndose ofendido por el desaire hecho a su familia, envió a su recién construida flota, que estaba tripulada por piratas, para saquear las costas e islas bizantinas cercanas en agosto de 1161.
En el verano de 1164, Nur al-Din atacó el Crac de los Caballeros y asedió Harenc, por lo cual los dirigentes cruzados se dirigieron a socorrer a la fortaleza, pero cayeron derrotados en la batalla que siguió el 10 de agosto; miles de soldados perecieron en el campo de batalla y otros fueron capturados, incluyendo a Raimundo, Bohemundo III de Antioquía, Joscelino III de Edesa, Hugo VIII de Lusignan, entre otros comandantes.

### Cautiverio

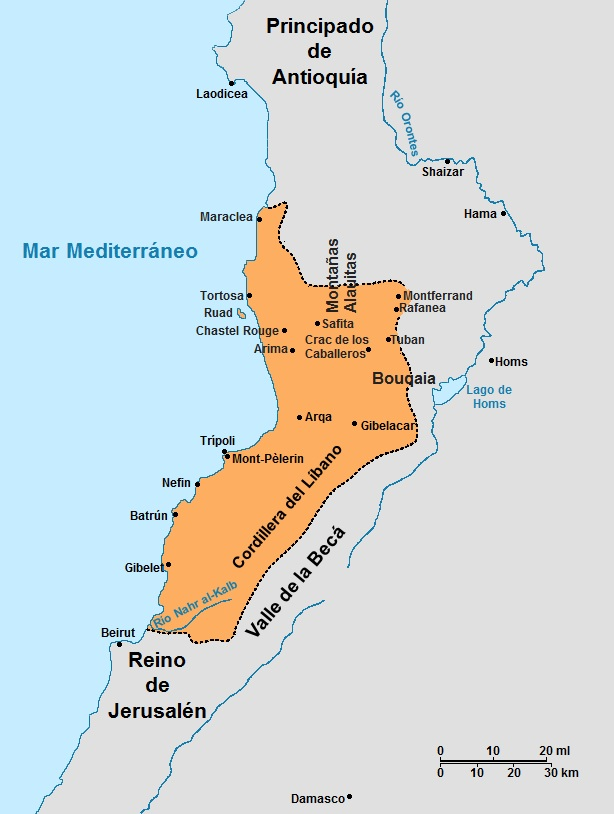
El Condado de Trípoli en 1165.

Los jefes cruzados capturados en Harenc fueron llevados a Alepo, donde permanecieron como prisioneros. El informe de Guillermo de Tiro sobre el cautiverio de Raimundo es contradictorio dado que afirma que había pasado su encierro «en mendicidad y hierro», pero de igual manera manifiesta que se instruyó en las letras, adquiriendo un alto nivel de educación. Los historiadores modernos suponen, sin evidencia positiva, que también aprendió árabe durante su confinamiento. Raimundo había dejado instrucciones a sus «leales vasallos» de reconocer a Amalarico I de Jerusalén, que había sucedido a Balduino III, como regente del condado mientras estuviera preso. El rey se apresuró a Trípoli y asumió la plena responsabilidad de su gobierno, adoptando el título de «administrador del Condado de Trípoli». Pudo persuadir a Nur al-Din de liberar a Bohemundo III y Teodoro II, príncipe de Armenia, porque eran los vasallos del emperador bizantino, sin embargo, el conde permaneció cautivo.
Bertrand de Blanchefort, gran maestre de los caballeros templarios, le mencionó a Luis VII de Francia en noviembre de 1164 que los estados cruzados no podrían defenderse por sí solos. En 1165 o 1166, los musulmanes tomaron la fortaleza en al-Munaytira y, destruyeron los castillos templarios en Halba, Arima y Safita en el verano de 1167. Según Lewis, Nur al-Din capturó Gibelacar durante la última campaña; la fortaleza fue reconquistada a fines de 1169 o principios de 1170.
La fecha y las circunstancias de la liberación de Raimundo son inciertas. Según Guillermo de Tiro, fue liberado después de pasar ocho años solares en cautiverio; sin embargo, Ibn Yubair dijo que había sido encarcelado durante doce años lunares. Ali ibn al-Athir registró incorrectamente que lo liberaron luego de la muerte de Nur al-Din el 15 de mayo de 1174, pero se le menciona como testigo en una carta real en Jerusalén el 18 de abril de ese año. Lewis escribe que lo pusieron en libertad debido a un conflicto que esta gestando entre Nur al-Din y su ambicioso comandante, Saladino, quien era el verdadero gobernante de Egipto. El primero probablemente consideraba a los reinos cruzados como estados colchones entre ambos dominios.
Guillermo informó que Raimundo tuvo que pagar ochenta mil piezas de oro como rescate, pero solo pudo entregar veinte mil, así que para garantizar el pago de los atrasos, se vio en la necesidad de entregar rehenes. Los autores musulmanes escribieron que el rescate ascendió a ciento cincuenta mil dinares sirios, así también en una carta de Bohemundo III, se dice que pidió prestado dinero a los caballeros hospitalarios para pagar una parte de su rescate.

## Conde y regente

### Primera regencia
El príncipe de Galilea, Gualterio de Saint Omer, murió a principios de 1174 y Amalarico concedió la mano de su viuda, Eschiva de Bures, en matrimonio a Raimundo, lo que le permitió apoderarse de un gran feudo en el reino. Su matrimonio no tuvo hijos, según Guillermo de Tiro, pero amaba a su esposa y educó a los hijos de su primer compromiso como si fueran propios. El rey murió el 11 de julio de 1174, por lo que su único hijo, Balduino, fue coronado cuatro días después, aunque era menor de edad y padecía de lepra. El senescal Miles de Plancy se hizo cargo del gobierno, pero no pudo convencer a los comandantes del ejército para que cooperaran con él.
Aprovechando la impopularidad del senescal, Raimundo visitó Jerusalén en agosto y reclamó el cargo de regente; argumentó que era el pariente masculino más cercano y el vasallo más poderoso del joven rey. También enfatizó que, dado que había designado al anterior monarca para administrar su condado mientras estaba cautivo, tenía derecho a reclamar el mismo trato. De Plancy pospuso la decisión sobre este reclamo, diciendo que solo la sesión plenaria de la Alta Corte de Jerusalén podía escucharlo.
Raimundo regresó a Trípoli, y De Plancy fue asesinado en Acre en octubre de 1174. Los nobles y clérigos más poderosos se reunieron en Jerusalén para decidir sobre la administración del reino y los obispos apoyaron unánimemente la  pretensión del conde. El condestable Hunfredo II de Toron, Reinaldo de Sidón y los hermanos Ibelín, Balduino y Balián, también lo respaldaron, pero solo fue elegido después de un debate de dos días, probablemente porque otros aristócratas desconfiaban de su persona. El nuevo regente se estableció en la Iglesia del Santo Sepulcro, el lugar tradicional para las coronaciones jerosolimitanas, en una ceremonia extravagante. Así también, autorizó el regreso de Inés de Courtenay, madre del rey, a la corte real, permitiéndole fortalecer una influencia sobre su hijo. Raimundo designó a Guillermo de Tiro canciller, pero dejó vacante el cargo de senescal.

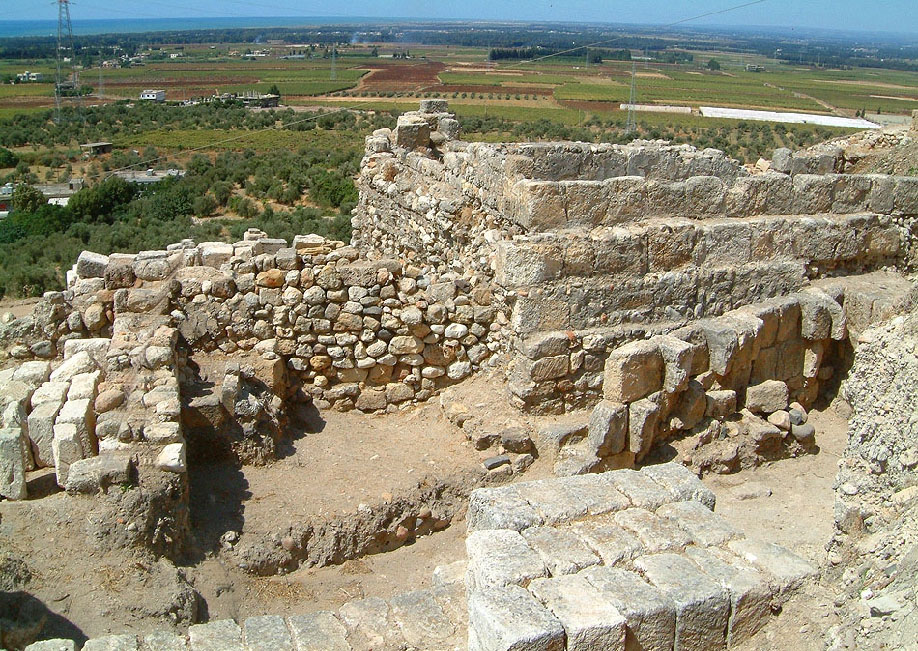
Ruinas del castillo cruzado en Arqa.

Saladino había expandido su gobierno a Damasco, Baalbek, Shaizar y Hama, aprovechando la minoría del hijo de Nur al-Din, As-Salih Ismail al-Malik. A principios de diciembre de 1174, ocupó Homs, pero la guarnición en la ciudadela se resistió. Cuando no pudo obligar a los defensores a rendirse, abandonó el asedio y se dirigió a Alepo, pero dejó un pequeño ejército en la ciudad baja.
Esta feroz determinación de unir Egipto y Siria amenazaba a los estados cruzados, pero Raimundo reunió a las tropas de Jerusalén y Trípoli en Arqa a principios de 1175, aunque no intervino en el conflicto musulmán. Los defensores de la ciudadela de Homs ofrecieron liberar a sus prisioneros cristianos si les proporcionaban asistencia militar; los cautivos incluían a los rehenes que eran la garantía de los atrasos del rescate del conde. Según Ali ibn al-Athir, los burgueses musulmanes de Alepo también instaron a Raimundo a atacar a las tropas de Saladino, pero solo estuvo dispuesto a prestar ayuda a los defensores solo si liberaban a sus prisioneros de inmediato, pero rechazaron su demanda. Guillermo de Tiro más tarde declaró que los comandantes del ejército cruzado dudaron si los defensores en realidad deseaban liberar a sus prisioneros.
Saladino regresó a Homs poco después de ser informado sobre estas negociaciones. En lugar de atacarlo, el ejército cruzado se retiró al Crac de los Caballeros; esto permitió le permitió capturar la ciudadela el 17 de marzo de 1175. También envió emisarios a su campamento para asegurar su neutralidad en su conflicto con los zanguíes. Después de que Saladino acordó liberar a los rehenes que estaban como garantía del rescate de Raimundo, los cristianos se retiraron a Trípoli; Guillermo de Tiro culpó a Hunfredo II de Torón esta decisión.
Saladino derrotó a las huestes de Alepo y Mosul en la batalla de los Cuernos de Hama el 13 de abril y concluyó un tratado de paz con la primera ciudad que consolidó su gobierno en el sur de Siria. Después de permitir que sus tropas egipcias regresaran a casa, el ejército cruzado también se disolvió a principios de mayo. Raimundo propuso una tregua con Saladino, que se firmó el 22 de julio. El acuerdo le permitió marchar por Transjordania—el territorio más oriental del Reino de Jerusalén—sin encontrar resistencia durante su nueva campaña contra Saif ad-Din Ghazi II de Mosul en el verano de 1176.

### Campañas

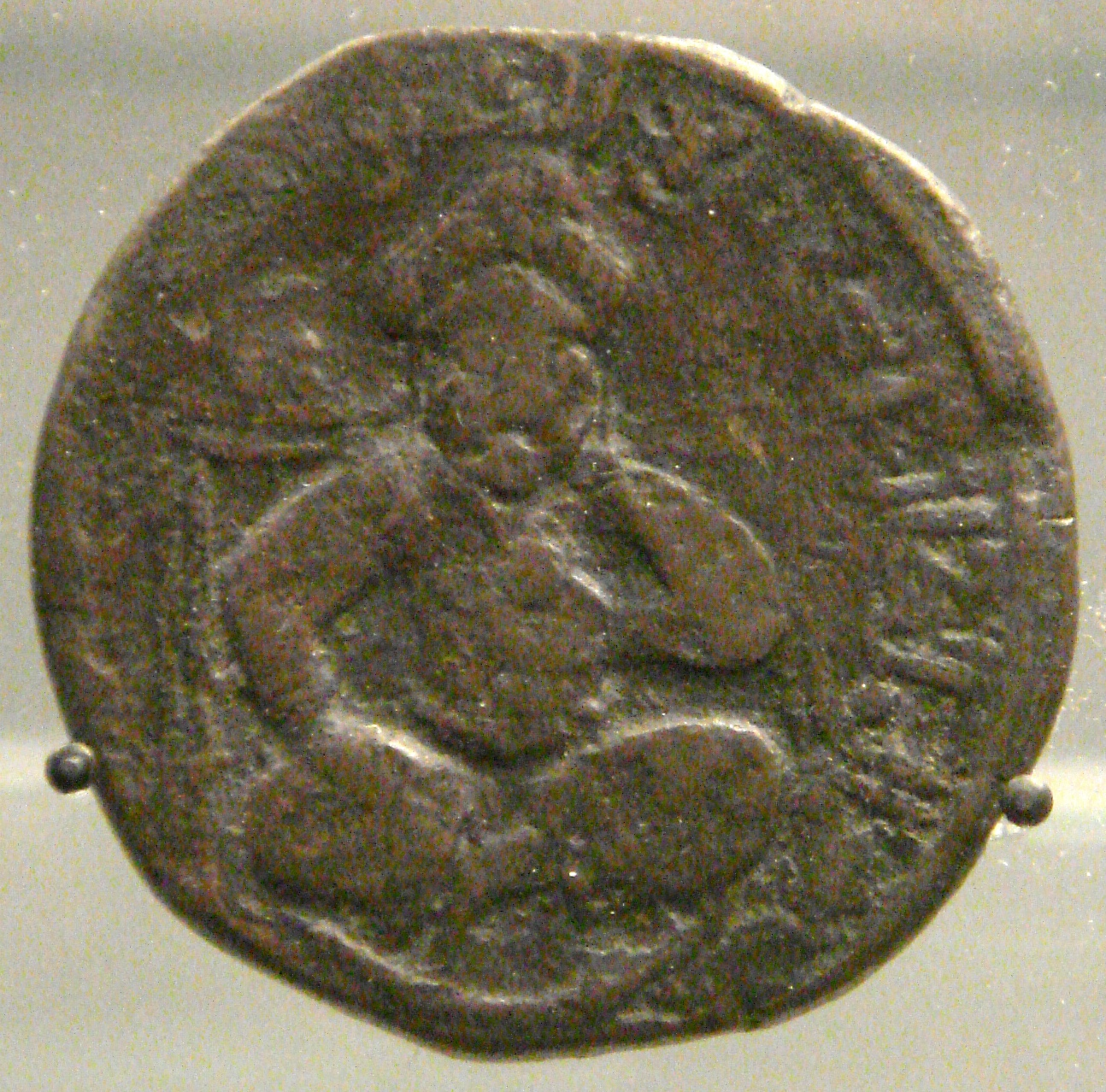
Felús de cobre acuñado con el nombre de Saladino.

Balduino IV cumplió la mayoría de edad el 15 de julio de 1176, por lo que Raimundo regresó a Trípoli. El conde Felipe de Alsacia, desembarcó en Acre a la cabeza de un gran ejército el 1 de agosto de 1177; El joven rey y sus asesores hicieron varios esfuerzos para convencerlo de unirse a una campaña militar contra Egipto, la principal base de poder de Saladino, pero el conde siguió excusándose. Según los rumores que se extendían entre los cruzados, Raimundo y Bohemundo lo convencieron de negarse porque, como Guillermo de Tiro lo registró, querían «atraerlo a sus propias tierras, esperando con su ayuda emprender algo que beneficiara a sus estados».
Felipe llegó a Trípoli a fines de octubre. Roger de Moulins, gran maestre de los caballeros hospitalarios, y más de cien caballeros y dos mil soldados de infantería jerosolimitanos se unieron en noviembre; atacaron Hama, aprovechando la enfermedad de su gobernador. El asedio duró solo cuatro días debido a que Bohemundo los convenció de unírsele para atacar Harenc. Estos asediaron la fortaleza a principios de diciembre, pero no pudieron capturarlo, por lo que el príncipe tuvo que llegar a un acuerdo con el gobernante zanguí de Alepo a principios de 1177.
Raimundo atacó a un grupo de turcomanos y les arrebató un considerable botín en 1178 u 1179, pero Saladino fortaleció su defensa fronteriza para evitar nuevas incursiones. También envió un grupo de jinetes para atacar la región de Sidón a principios de junio de 1179, pero Balduino reunió a sus tropas para evitar su retirada. Raimundo, que se alojaba en Tiberíades, se unió al ejército real y rodearon a los asaltantes en un vado cerca del río Litani, pero los egipcios ingresaron en Galilea y derrotaron a los cruzados en la batalla de Marjayoun el 10 de junio. Aunque el conde de Trípoli, que observó la batalla desde una colina, escapó a Tiro, su hijastro Hugo de Saint Omer fue hecho prisionero.
De acuerdo con el Estoire d'Eracles, que contiene muchos elementos folclóricos, Raimundo prometió a la primera heredera adinerada de su condado en matrimonio con el caballero flamenco Gérard de Ridefort. Cuando Guillermo Dorel, señor de Botron, murió, dejando a una hija como su heredera, el conde la entregó en matrimonio a Plivain, un rico comerciante de Pisa que le había prometido su peso en oro. Esa perfidia indignó a Ridefort, que dejó Trípoli y se estableció en el Reino de Jerusalén en 1179.

### Facciones dinásticas

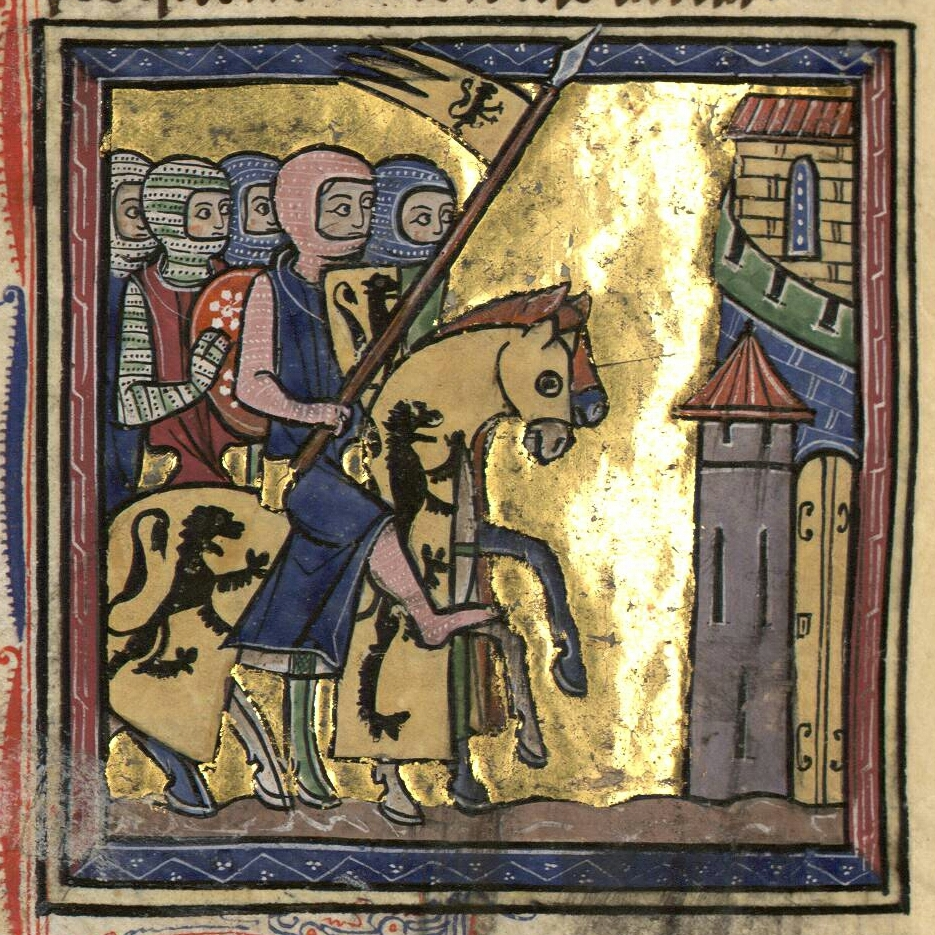
Raimundo III y Bohemundo III de Antioquía cabalgan a Jerusalén a principios de 1180.

Raimundo y Bohemundo III reunieron sus tropas y marcharon a Jerusalén en abril de 1180. Aunque aparentemente vinieron a celebrar la Pascua en la Ciudad Santa, el enfermo Balduino IV temió que quisieran destituirlo. casó apresuradamente a su hermana y heredera Sibila, con Guido de Lusignan (un caballero que había llegado recientemente de Poitou), aunque la habían prometido a Hugo III de Borgoña. Después de estudiar los controvertidos informes de los acontecimientos, el historiador Bernard Hamilton concluyó que Raimundo y Bohemundo querían dar un golpe de Estado; estaban preocupados por la creciente influencia de la madre del rey y su hermano, Joscelino III de Edesa. Según Hamilton, Raimundo y Bohemundo querían persuadir por la fuerza al rey para que Sibila se casara con Balduino de Ibelín (un candidato local de su elección) en lugar de Hugo, que estaba relacionado con la familia Courtenay; sin embargo, el matrimonio de Sibila con Guido destruyó su plan. Como Raimundo y Bohemundo habían perdido el favor del rey, abandonaron Jerusalén poco después de la Pascua.

El señor Príncipe Bohemundo de Antioquía y el señor Conde Raimundo de Trípoli, al ingresar al reino con un ejército, aterrorizaron al señor rey que temía que intentaran organizar una revolución para deponer al rey y reclamando el reino por sí mismos. Porque el rey estaba afligido más gravemente de lo normal por su enfermedad y día a día los síntomas de la lepra se hicieron cada vez más evidentes. La hermana del rey... estaba esperando la llegada de [Hugo III de Borgoña]... Cuando el rey supo que estos nobles habían venido, aunque ambos eran sus parientes, los vio con recelo y apresuró el matrimonio de su hermana..... [Porque] ciertas cosas habían sucedido, ella se casó inesperadamente con un joven llamado Guido de Lusignan.
Guillermo de Tiro: Historias de Ultramar.

Estaban cruzando Galilea cuando Saladino invadió el principado, y su llegada lo obligó a retirarse.  Saladino y Balduino firmaron una tregua de dos años. La tregua no cubrió a Trípoli, lo que permitió a Saladino lanzar una incursión repentina en el condado. Dado que el ataque sorpresa evitó que Raimundo reuniera a sus tropas, huyó a la fortaleza de Arqa. El ejército de Saladino saqueó las llanuras del norte del condado, y su flota capturó la isla de Ruad en Tortosa (actual Arwad en el Líbano). Retiró sus tropas solo después de que Raimundo firmó una tregua. Durante los años siguientes, Raimundo fortaleció la defensa del condado al otorgar nuevos territorios a los caballeros hospitalarios o confirmando subvenciones a sus vasallos.
Después de una ausencia de dos años, Raimundo decidió visitar nuevamente Galilea en abril de 1182. Inés de Courtenay y Joscelino III persuadieron a Balduino IV para que prohibiera su entrada al reino, forzándolo a regresar a Beirut. En poco tiempo, ciertos «príncipes y hombres mayores del reino» (a quienes Guillermo de Tiro no pudo identificar) convencieron al rey de permitir que Raimundo viniera a Jerusalén. En la siguiente asamblea general, Reinaldo de Châtillon, señor de Transjordania, propuso una expedición militar a través del río Jordán para evitar la marcha de Saladino de Egipto a Siria en mayo de 1182. Aunque Raimundo se opuso al plan de Châtillon porque habría dejado indefensas las tierras occidentales del reino durante la campaña, Châtillon convenció a la mayoría de los barones del reino de aceptar su propuesta.

### Nuevos conflictos

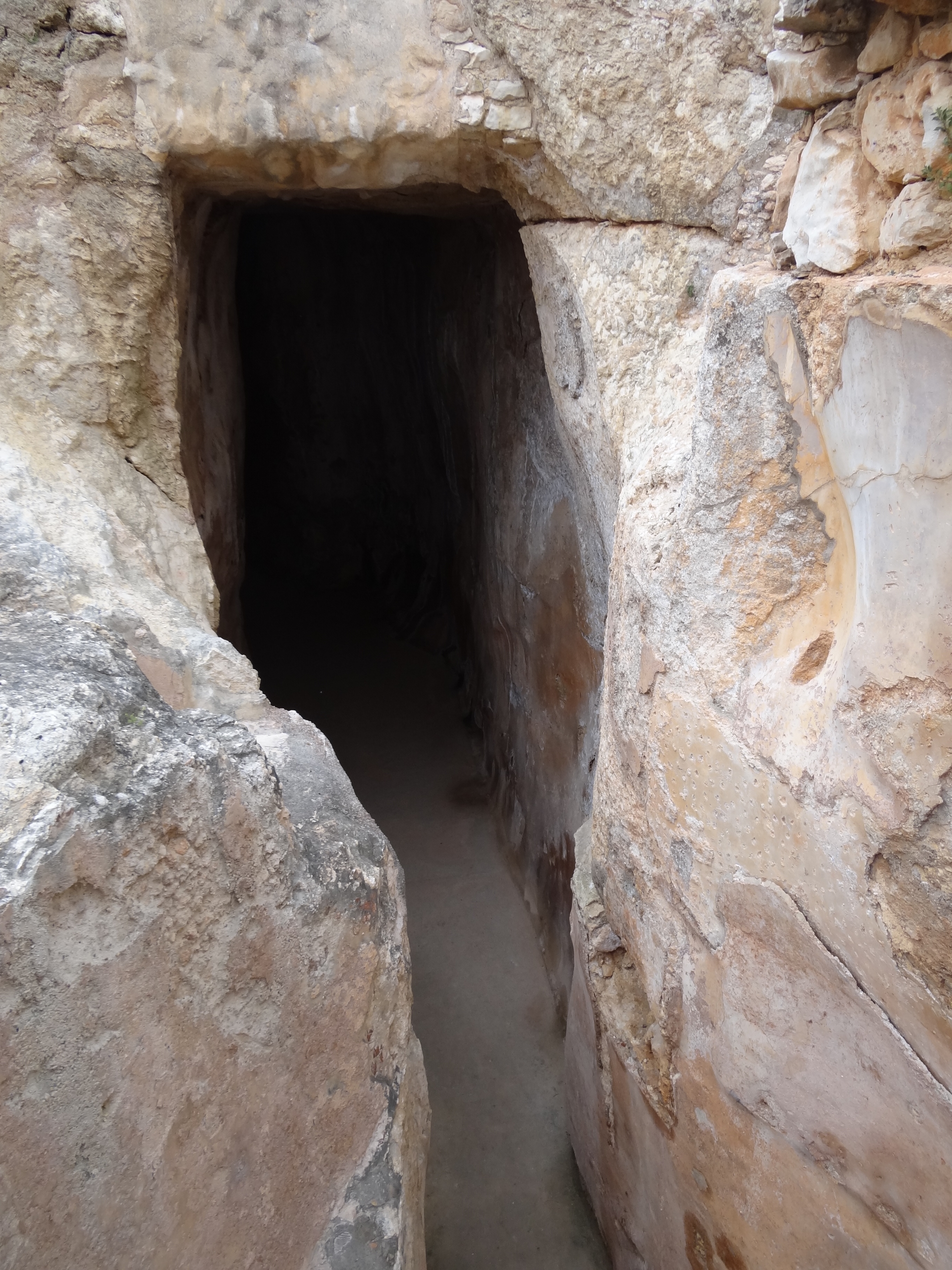
El antiguo sistema de agua de Séforis. Las tropas reales se reunían habitualmente en los manantiales.

Raimundo acompañó al ejército real a Transjordania y durante su ausencia, las tropas de las ciudades musulmanas cercanas invadieron Galilea y capturaron a quinientas mujeres. Los invasores también se apoderaron de una cueva fortificada cerca de Tiberíades, con la ayuda de la guarnición cristiana local. El ejército real regresó a los territorios centrales del reino, porque Balduino sospechaba que Saladino estaba planeando nuevas incursiones. Raimundo se dirigió a Tiberíades, donde cayó gravemente enfermo. Cuando Saladino asedió el castillo de Bethsan (actual Beit She'an en Israel) el 13 de julio, Raimundo envió a su hijastro Hugo para comandar las tropas de Galilea y unirse al ejército real reuniéndose cerca de Séforis. El ejército real obligó a Saladino a levantar el asedio y retirar sus tropas del principado.
Raimundo hizo una incursión de saqueo en la región de Bosra a fines de 1182. Según Hamilton, fue «una expedición de reconocimiento» porque Bosra era un lugar excelente para estudiar los movimientos hacia el sur del ejército de Damasco. Kevin James Lewis escribe que Raimundo debe haber participado también en la exitosa campaña del rey contra Siria antes de Navidad, porque el ejército real se había reunido en Tiberíades. Saladino se apoderó de Alepo, la última fortaleza importante de los zanguíes en Siria, el 12 de junio de 1183; pronto decidió invadir el reino y llevar a los cruzados a una batalla campal. Por orden de Balduino, más de mil caballeros y unos quince mil soldados de a pie se reunieron en Séforis; Raimundo también se apresuró al punto de reunión. Balduino desarrolló fiebre, lo que lo obligó a nombrar a Guido de Lusignan bailío. Saladino cruzó el Jordán y saqueó Bethsan el 29 de septiembre. Aunque continuó su campaña durante nueve días, los cruzados se abstuvieron de atacar. Guillermo de Tiro informó que los soldados más comunes acusaron a los oponentes de Guido de negarse a atacar a los invasores porque temían que una victoria fortalecería la posición de Guido.
Las relaciones entre Guido y el rey se tensaron durante los meses siguientes. Balduino convocó a los barones del reino a una asamblea para discutir el futuro de la administración del reino. Raimundo, Bohemundo, Reinaldo de Sidón y los hermanos Ibelín lo persuadieron fácilmente para despedir a Guido. También convencieron al rey de hacer que el hijastro de Guido, Balduino de Montferrato, su heredero, y el niño fuera coronado el 20 de noviembre de 1183. Guillermo de Tiro informó que era «deseo general» que el rey también designe un regente, y la mayoría de los barones dijeron que solo Raimundo «estaba en condiciones de ocupar este cargo». La asamblea se disolvió pronto, porque las noticias sobre el repentino ataque de Saladino contra el castillo de Karak de Châtillon llegaron a Jerusalén. El rey reunió un ejército, pero no pudo participar personalmente en la campaña por mucho tiempo y designó a Raimundo para que comandara el ejército antes de que cruzara el Jordán. Aprendiendo sobre la llegada del ejército de ayuda, Saladino levantó el asedio  el 3 o 4 de diciembre.

### Segunda regencia

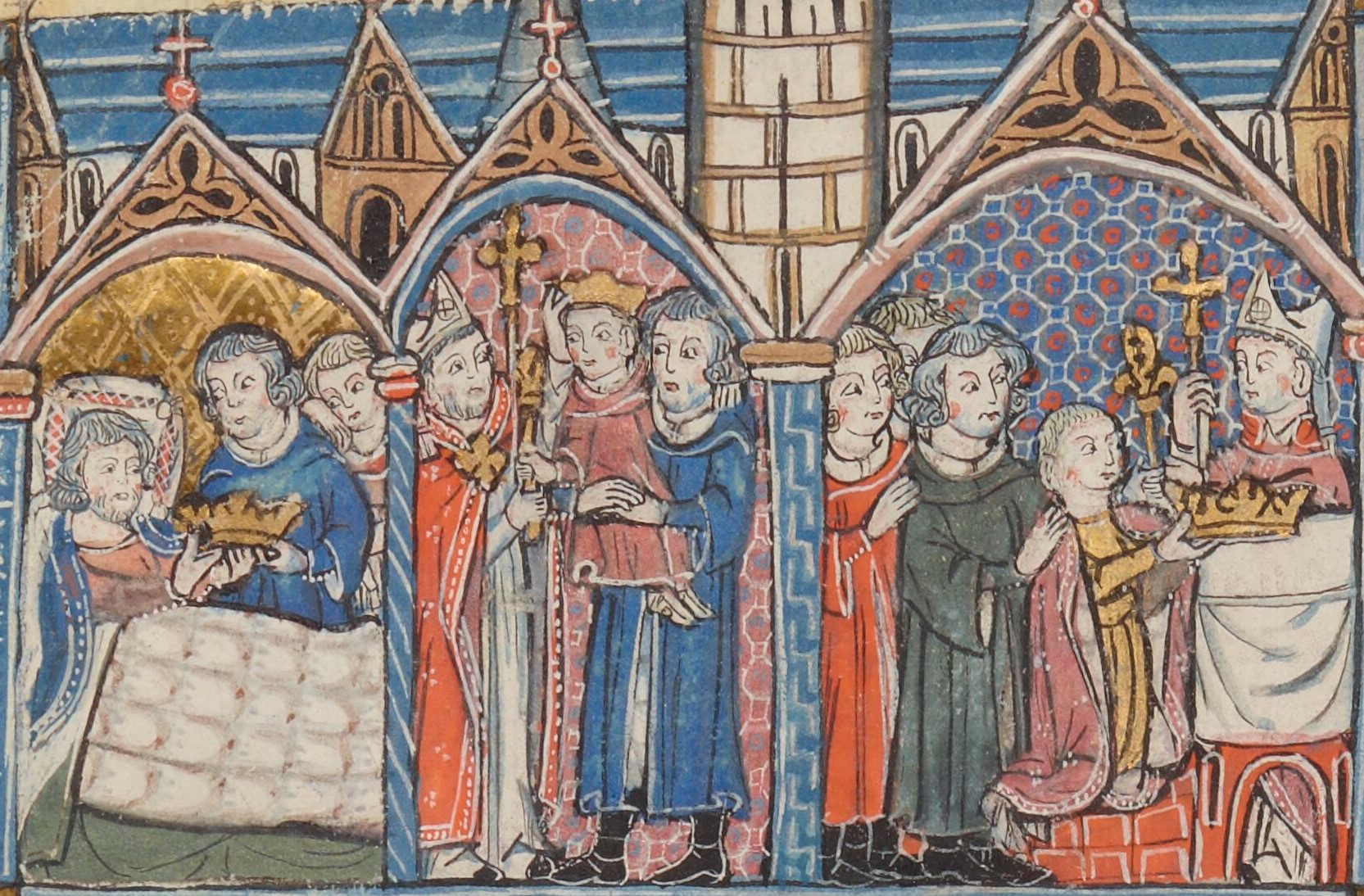
Balduino IV nombra regente a Raimundo en su lecho de muerte, y coronación del niño Balduino V.

Heraclio de Auvernia, patriarca latino de Jerusalén, y los grandes maestres de los templarios y hospitalarios intentaron mediar una reconciliación entre Balduino IV y Guido de Lusignan, pero el rey no perdonó a su cuñado. En octubre de 1184, Guido atacó a las tribus beduinas que pastaban sus rebaños en el dominio real de Deir al-Balah. Esta acción enfureció al rey, quien (según Guillermo de Tiro) pronto reunió a los barones del reino y entregó «el gobierno del reino y sus administración general» a Raimundo. Sin embargo, la crónica de Ernoul y el Estoire de Eracles declaran que Balduino IV decidió nombrar un regente solo después de que los miembros de la Alta Corte le advirtieron que Guido (que era padrastro del menor de Balduino) todavía tenía derecho para gobernar el reino después de su muerte. El rey moribundo les pidió que nombraran a su candidato, y nominaron por unanimidad a Raimundo. Según la crónica de Ernoul, Balduino IV aceptó su elección y le pidió a Raimundo «actuar como regente del reino y del niño durante diez años hasta que el niño alcanzara la mayoría de edad». Aunque la mayoría de las fuentes no mencionaron la fecha de estos eventos, una versión del Estoire de Eracles afirma que Raimundo se convirtió en regente en 1185.
Ernoul y el Estoire de Eracles registraron que la Alta Corte aprobó reglas específicas sobre la regencia antes de la instalación de Raimundo; los barones eligieron a Joscelino III como el guardián del niño rey. La Alta Corte también estipuló que las órdenes militares mantendrían todas las fortalezas reales durante la minoría del rey, pero Beirut fue otorgado a Raimundo para compensarlo por los gastos de la administración estatal. La Alta Corte también dictaminó que si el niño rey moría antes de alcanzar la mayoría de edad, el papa, el soberano del Sacro Imperio y los reyes de Francia e Inglaterra serían contactados para decidir si su madre o su media hermana, Isabel, tenían el reclamo más fuerte para sucederlo. Aunque algunas versiones del Estoire de Eracles insinúan que Raimundo persuadió a la Alta Corte para que aprobara estas reglas, la mayoría de ellas fueron claramente adoptadas para limitar la autoridad del regente.
Se desconoce la fecha de la muerte de Balduino IV, pero es cierto que murió antes del 16 de mayo de 1185. El rey todavía estaba vivo cuando Raimundo envió emisarios a Saladino para comenzar a negociar un armisticio. Saladino concedió una tregua de cuatro años y un continuador de la crónica de Guillermo de Tiro escribió que «la tierra estaba libre de batallas externas» durante la segunda regencia de Raimundo. Saladino acordó hacer las paces con los cruzados porque Izz al-Din Mas'ud, el gobernante zanguí de Mosul, formó una coalición contra él. Hizo una serie de ataques contra Mosul, obligando a Izz ad-Din a aceptar su soberanía en marzo de 1186. Raimundo no pudo fortalecer su autoridad durante su regencia; Joscelino III de Edesa, el patriarca Heraclio y Pedro, archidiácono de Lida (que había sucedido a Guillermo de Tiro como canciller) fueron los partidarios de Guido de Lusignan, y los caballeros templarios eligieron a su enemigo Gérard de Ridefort como su gran maestre.

## Últimos años

### Avance hacia Hattin
Balduino V murió inesperadamente en Acre durante el verano de 1186. Joscelino III convenció a Raimundo de ir a Tiberíades para hacer los preparativos para una asamblea general y dejó que los templarios entregaran el cuerpo del joven rey a Jerusalén. Aprovechando la ausencia de Raimundo, Joscelino tomó el control de Acre y se apoderó de Beirut. Raimundo convocó a los barones en Nablus, el feudo de Balián de Ibelin (uno de sus principales partidarios). Según Arnoldo de Lübeck y Ali ibn al-Athir, Raimundo trató de tomar el trono en la asamblea. La confiabilidad de sus informes es cuestionable; ninguno de los dos estaba en la reunión, y escribieron sus acusaciones años después de los acontecimientos. Sin embargo, los informes son una clara evidencia de una «creencia generalizada» en las ambiciones de Raimundo de apoderarse de la corona.
Mientras la mayoría de los barones se reunían en Nablus, Sibila y Guido de Lusignan asistieron al funeral del rey en Jerusalén. El patriarca de Jerusalén, los grandes maestros del Temple y del Hospital, y Reinaldo de Châtillon también estuvieron presentes. Acérrimos partidarios de Sibila, decidieron ofrecerle la corona sin esperar la decisión de los cuatro monarcas occidentales (como lo había estipulado la Alta Corte a principios de 1185). Aunque invitó a los barones de Nablus a asistir a su coronación, no reconocieron su derecho a gobernar, prohibieron la ceremonia, y enviaron dos abades cistercienses a Jerusalén para informarle sobre su veto. Raimundo envió a uno de sus criados para que acompañara a los abades disfrazados, para espiar en la capital.

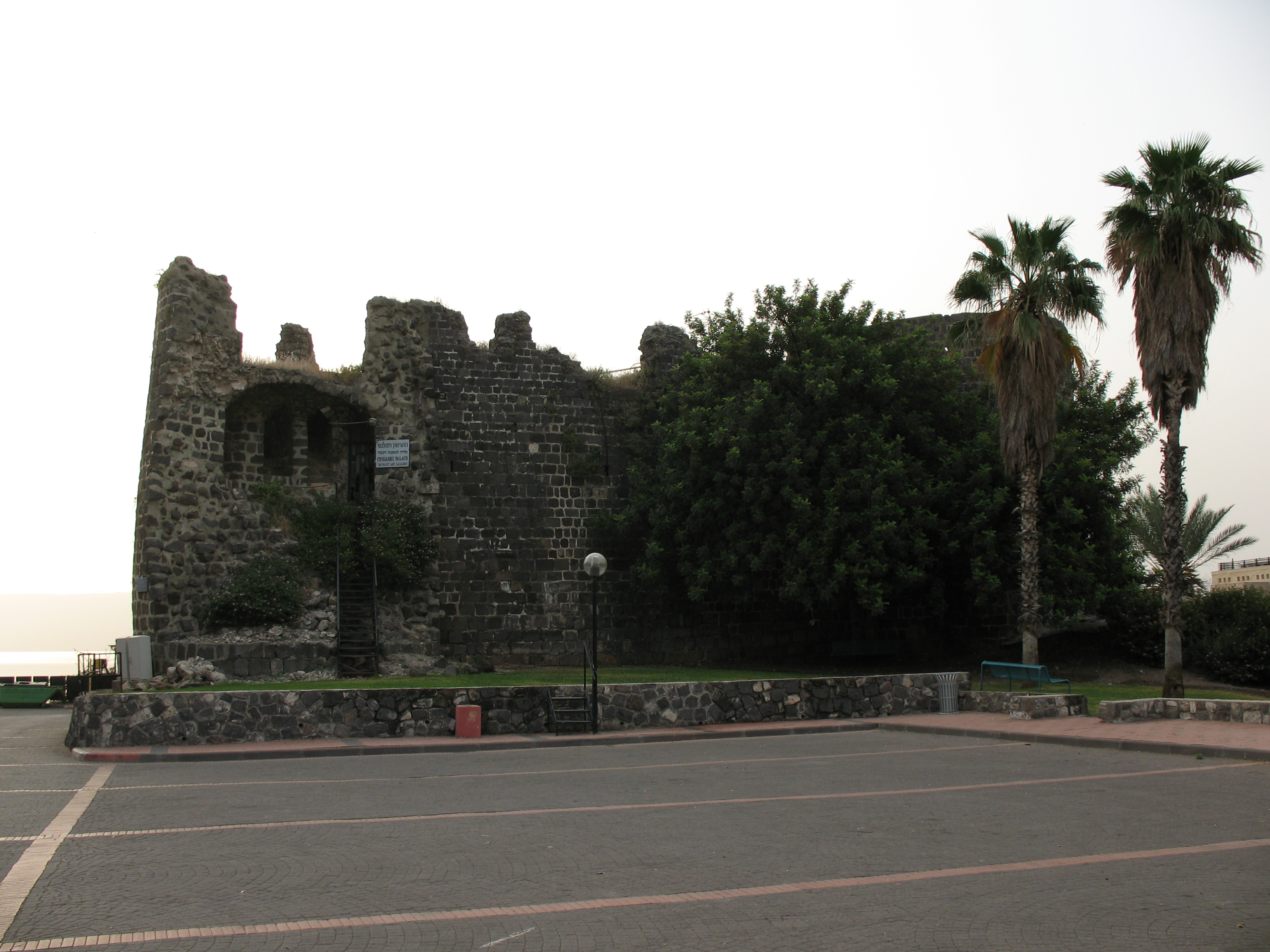
Ruinas del castillo cruzado de Tiberíades.

Los partidarios de Sibila ignoraron la oposición de los barones, y el patriarca Heraclio la coronó antes de finales de septiembre. Pronto puso la corona sobre la cabeza de Guido, y el patriarca lo ungió. Según el Estoire de Eracles, Ridefort declaró con orgullo "esta corona bien valía el matrimonio de Botron" en referencia a la traición de Raimundo. Raimundo y sus seguidores decidieron elegir a la media hermana de Sibila, Isabel, y su esposo, Hunfredo IV de Torón, rey cuando se enteraron de la coronación. Hunfredo—que era hijastro de Châtillon—dejó en secreto Nablus para dirigirse a Jerusalén y rindió homenaje a Guido porque no quería comenzar una guerra civil. La mayoría de los barones siguieron el ejemplo de Hunfredo, jurando fidelidad a la pareja real antes de finales de octubre. Después de que sus antiguos partidarios lo abandonaron, Raimundo regresó a Tiberíades sin rendir homenaje a Sibila y Guido.
Guido acusó a Raimundo de traición e invadió Galilea en octubre. El rey también exigió un recuento de la regencia de Raimundo, pero Raimundo respondió que había gastado todos los ingresos reales en la administración estatal. Raimundo decidió resistir y buscó la ayuda de Saladino. El sultán envió tropas a Tiberíades, obligando a Guido a retirarse. Según Ibn al-Athir, Saladino ofreció hacer de Raimundo «un rey independiente para todos los francos». Arnoldo de Lübeck también escribió que Raimundo se comprometió a permitir que el ejército de Saladino invadiera el reino a través de Galilea a cambio de la ayuda del sultán para tomar el trono.
Lewis sugiere que el trovador occitano Peire Vidal visitó la corte de Raimundo en Tiberíades en la época del conflicto entre Raimundo y la pareja real. Raimundo brindó patrocinio a Vidal, quien le dedicó un elogio en uno de sus poemas. Lewis también dice que fue por esa época cuando Raimundo ofreció nombrar a un miembro de la Casa de Tolosa como su heredero si estaba dispuesto a establecerse en el Condado de Trípoli. Dado que la oferta de Raimundo solo se registra en una versión de una fuente tardía, Lignages d'Outremer, puede haber sido inventada por su autor.

Pero en Trípoli confío
Porque, mientras que los otros barones
Persiguen la gloria, él la conserva
Y no la deja apartarse de él.
Peire Vidal

Saladino decidió lanzar una invasión a gran escala contra el reino, y comenzó a reunir fuerzas de todo su imperio a principios de 1187. Los barones convencieron a Guido de buscar la reconciliación con Raimundo. Los maestres de las dos órdenes militares, Joscio, arzobispo de Tiro, Reinaldo de Sidón y Balián de Ibelín, fueron nombrados para comenzar negociaciones con Raimundo en Tiberíades. El hijo de Saladino, Al-Afdal, envió a Muzaffar al-Din, señor de Harenc y Edesa, para atacar el reino. De acuerdo con su tratado con Saladino, Raimundo permitió que las tropas sirias entraran libremente a Galilea. Después de que Al-Afdal comenzó a atacar la región de Nazaret, los maestres de las órdenes militares (Gérard de Ridefort y Roger des Moulins) atacaron a los invasores; las fuerzas enemigas, sin embargo, superaron seriamente su séquito. Los asaltantes casi aniquilaron a los cruzados en los manantiales de Cresson el 1 de mayo; solo Ridefort y tres caballeros escaparon del campo de batalla. El Estoire de Eracles culpó a Ridefort de la catástrofe, enfatizando que los enviados de Raimundo le habían advertido que no atacara al gran ejército sirio. Los invasores cabalgaron de regreso a Siria a través de Galilea, mostrando las cabezas cortadas de los cruzados muertos en batalla en las puntas de sus lanzas.
Balián de Ibelín y los arzobispos de Tiro y Nazaret llegaron a Tiberíades al día siguiente. Ernoul—quien estuvo presente, como escudero de Ibelín—escribió que la noticia de la catástrofe de los cruzados fue un conmoción para Raimundo, y pronto accedió a rendir homenaje a Guido. También expulsó a la guarnición musulmana que había estado estacionada en Tiberíades desde su alianza con Saladino. Según Ali ibn al-Athir, Raimundo acordó llegar a un acuerdo con el rey solo después de sus vasallos lo amenazaron con la desobediencia, y los prelados anunciaron que estaban listos para excomulgarlo y anular su matrimonio. Raimundo y el rey se encontraron cerca de Jerusalén, en el castillo de san Job, que pertenecía a los hospitalarios. Después desmontaron, Raimundo se arrodilló ante el rey en homenaje. Según Ernoul, Guido pronto lo levantó y expresó su pesar por su coronación irregular.

### Hattin y sus consecuencias
El rey ordenó la reunión de las tropas del reino en Séforis. Raimundo se unió al ejército real con todos los caballeros de Galilea, pero dejó a su esposa en Tiberíades a la cabeza de una pequeña guarnición. Los caballeros del condado de Tiberíades también llegó a Séforis. El 2 de julio de 1187, Saladino invadió Galilea y asedió la ciudad. Sus tropas superaron en número a los cruzados en más del treinta por ciento. Eschiva envió mensajeros al campamento cruzado para informarles del ataque musulmán.
Las noticias sobre el asedio de Tiberíades suscitaron nuevos conflictos entre los cruzados, porque Raimundo y Ridefort propusieron diferentes estrategias. Al enfatizar que la ciudad podría resistir incluso un asedio prolongado, el conde quería evitar una batalla campal y propuso que Guido mandara emisarios a Antioquía pidiendo refuerzos a Bohemundo III. Ridefort y Châtillon lo acusaron de cobardía, y agregó que la pasividad le costaría a Guido su reino. Dado que el rey obviamente estaba dispuesto a aceptar la propuesta de Raimundo, Ridefort le recordó la alianza anterior que este había acordado con Saladino. El rey finalmente decidió atacar, y ordenó a su ejército marchar hacia Tiberíades.
Como señor de la región, Raimundo fue designado para guiar al ejército a través de Galilea. Después de que las tropas de Saladino comenzaron a atacar la retaguardia en poder de los templarios, los cruzados se detuvieron en Maskana; sin embargo, el pozo local no pudo proporcionar suficiente agua para un gran ejército. Ernoul culpó al conde por esta decisión, pero el autor anónimo del Libellus de expugnatione Terrae Sanctae per Saladinum —que también participó en la campaña— escribió que el rey decidió detenerse en contra de su consejo. Las tropas musulmanas rodearon el campamento de los cruzados y mataron a todos que lo habían abandonado en busca de agua. El ejército continuó marchando hacia Tiberíades al día siguiente, con Raimundo al mando de la vanguardia y los contingentes musulmanes atacándolos. Un grupo de soldados de a pie sedientos que intentaron romper las líneas enemigas hacia el lejano mar de Galilea fue masacrado, y cinco caballeros del conde desertaron al bando de Saladino. Raimundo dirigió una carga de caballería contra el ala derecha enemiga en un intento de alcanzar los manantiales cerca de Hattin, lo que obligó a los musulmanas poder abrir un paso sin resistencia. En lugar de regresar, el conde y los que lo habían acompañado, incluido Reinaldo de Sidón, Balián de Ibelín y Joscelino III de Edesa, huyeron a Safed y luego a Tiro.
El resto del ejército fue aniquilado; muchos vasallos de Raimundo —Plivain de Botron, Hugo II Embriaco y Melioret de Maraqiyya— fueron capturados. Las ciudades del reino, que quedaron casi indefensas, no pudieron resistir, y Saladino los ocupó a casi todos durante el mes siguiente. Eschiva de Bures rindió Tiberíades y se unió a su esposo en Tiro; Embriaco también entregó su feudo de Gibelet a cambio de su liberación el 4 de agosto. Después de que Saladino ocupara Beirut, el 6 de agosto, Raimundo huyó a Trípoli porque pensó que este también podría capturar fácilmente Tiro. Sus viejos aliados, Balián de Ibelín y Reinaldo de Sidón, pronto se le unieron.
Raimundo cayó gravemente enfermo en Trípoli y Baha ad-Din ibn Shaddad registró que padecía de pleuresía. Otras fuentes— Ernoul, el Estoire de Eracles y Abu al-Fida— enfatizaron que su tristeza por la catastrófica derrota en Hattin causó su enfermedad. Raimundo, como no tenía hijos, legó el Condado de Trípoli a su ahijado, Raimundo de Antioquía, primogénito de Bohemundo III. El contemporáneo Raúl de Diceto registró que murió quince días después de la caída de Jerusalén, el 17 de octubre de 1187. Sin embargo, Lewis propone que probablemente murió en septiembre.

## Legado
Guillermo de Tiro, que tenía a Raimundo en alta estima, lo describió como un hombre con «mucha previsión» en política y guerra. Sin embargo, su elogio fue atenuado con críticas y calificó de «vergonzosa» la fuga de Raimundo de 1179 del campo de batalla en Marjayoun. Aunque Guillermo (quien fue nombrado canciller y arzobispo durante la primera regencia de Raimundo) no puede ser considerado como un observador neutral, su crónica influyó fuertemente en las obras de Steven Runciman, Marshall Baldwin y otros historiadores del siglo XX. Según Baldwin, el relato de Guillermo sobre los talentos políticos y militares de Raimundo debería considerarse «más una declaración de hechos que una expresión de opinión». Lewis refuta la evaluación positiva de Raimundo, sin embargo, diciendo que su «carrera se lee como una verdadera letanía de esfuerzos inconsecuentes, equivocados o francamente desastrosos». Barber también enfatiza que las «acciones de Raimundo generalmente fueron impulsadas por sus propias ambiciones y necesidades personales».

[Raimundo] era un hombre delgado. No era muy alto y tenía la tez morena. Tenía el pelo liso de color medio y ojos penetrantes. Se movía con rigidez. Tenía una mente ordenada, era cauteloso, pero actuaba con vigor. Era más que promedio abstemio en sus hábitos de comer y beber, y aunque era liberal con los extraños, no era tan amable con sus propios hombres.
Guillermo de Tiro: Historias de Ultramar.

Los autores musulmanes contemporáneos describieron a Raimundo como un político inteligente y astuto. Ali ibn al-Athir escribió que los cruzados «no tenían nadie más influyente que él, ninguno más valiente y ninguno más excelente en el consejo» cuando Raimundo se hizo regente por segunda vez. Al-Athir también enfatizó la mala reputación de Raimundo entre los musulmanes, sin embargo, diciendo que Raimundo era «el diablo entre los francos y el más inflexible hostil hacia los musulmanes». Abu Shama también consideró a Raimundo como uno de los principales enemigos del mundo musulmán, e instó a Saladino a capturarlo (y matarlo) a él y a Reinaldo de Châtillon.
Marshall, Runciman y otros historiadores, que basaron sus trabajos principalmente en las crónicas de Guillermo de Tiro y Ernoul, consideran a Raimundo como un jefe de los pullani (nativos) que querían mantener la paz con Saladino porque querían asegurar la supervivencia de los Estados cruzados. Estos académicos ven a los oponentes de Raimundo como recién llegados cuya política agresiva condujo a la caída del reino. Aceptan la imagen positiva de Saladino en sus biografías oficiales, que lo describen como un hombre confiable que nunca rompió su palabra. Andrew Ehrenkreutz fue el primer historiador en enfatizar que las biografías de Saladino deberían ser tratadas críticamente, debido a su similitud con las hagiografías de monarcas europeos canonizados. Al aceptar este enfoque crítico, Hamilton duda de la disposición de Saladino para «vivir en paz con sus vecinos cristianos» y permitirles mantener Jerusalén (una de las ciudades más santas del Islam).
La caída de Jerusalén y casi toda la Tierra Santa después de la batalla de los Cuernos de Hattin fue un golpe terrible para el mundo cristiano. La alianza de Raimundo con Saladino y su fuga del campo de batalla despertó sospechas, y muchos escritores cristianos lo consideraron un traidor. Unos sesenta años después de los acontecimientos, Alberico de Trois-Fontaines dijo que Raimundo y Saladino solidificaron su alianza bebiéndose la sangre del otro. El Juglar de Reims creía que Saladino le recordó a Raimundo su juramento de convencerlo de que abandonara el campo de batalla en los Cuernos de Hattin.Roberto de Auxerre, Guillermo de Nangis y otros historiadores medievales europeos acusaron a Raimundo de apostasía, diciendo que había sido circuncidado poco antes de que Dios lo matara por su traición. Los historiadores musulmanes también sabían que los cristianos pensaban que Raimundo se había convertido (o, al menos, quería convertirse) al islam. Imad ad-Din al-Isfahani escribió que Raimundo no se convirtió solo porque tenía miedo de su coreligionarios. Los historiadores modernos están de acuerdo, sin embargo, en que las historias de la conversión de Raimundo fueron inventadas.

## Tabla genealógica
| \| \| \| \| \| \| \| \| \| \| \| \| \| \| \| \| \| \| \| \| \| \| \| \| \| \| \| \| \| Ponce II de Tolosa \| Ponce II de Tolosa \| Ponce II de Tolosa \| Ponce II de Tolosa \| Ponce II de Tolosa \| Ponce II de Tolosa \| \| \| Almodis de la Marca \| Almodis de la Marca \| Almodis de la Marca \| Almodis de la Marca \| Almodis de la Marca \| Almodis de la Marca \| \| \| \| \| \| \| \| \| \| \| \| \| \| \| \| \| \| \| \| \| \| \| \| \| \| \| \| \| \| \| \| \| \| \| \| \| \| \| \| \| \| \| \| \| \| \| \| \| \| \| \| \| \| \| \| \| \| \| \| \| \| \| \| Ponce II de Tolosa \| Ponce II de Tolosa \| Ponce II de Tolosa \| Ponce II de Tolosa \| Ponce II de Tolosa \| Ponce II de Tolosa \| \| \| Almodis de la Marca \| Almodis de la Marca \| Almodis de la Marca \| Almodis de la Marca \| Almodis de la Marca \| Almodis de la Marca \| \| \| \| \| \| \| \| \| \| \| \| \| \| \| \| \| \| \| \| \| \| \| \| \| \| \| \| \| \| \| \| \| \| \| \| \| \| \| \| \| \| \| \| \| \| \| \| \| \| \| \| \| \| \| \| \| \| \| \| \| \| \| \| \| \| \| \| \| \| \| \| \| \| \| \| \| \| \| \| \| \| \| \| \| \| \| \| \| \| \| \| \| \| \| \| \| \| \| \| \| \| \| \| \| \| \| \| \| \| \| \| \| \| \| \| \| \| \| \| \| \| \| \| \| \| \| \| \| \| \| \| \| \| \| \| \| \| \| \| \| \| \| \| \| \| \| \| \| \| \| \| \| \| \| \| \| \| \| \| \| \| \| \| \| \| \| \| \| \| \| \| \| \| \| \| \| \| \| \| \| \| \| \| \| \| \| \| \| \| \| \| \| \| \| \| \| \| \| \| \| \| \| \| \| \| \| \| \| \| \| \| \| \| Guillermo IV de Tolosa \| Guillermo IV de Tolosa \| Guillermo IV de Tolosa \| Guillermo IV de Tolosa \| Guillermo IV de Tolosa \| Guillermo IV de Tolosa \| \| \| \| \| \| \| \| \| \| \| Raimundo IV de Tolosa \| Raimundo IV de Tolosa \| Raimundo IV de Tolosa \| Raimundo IV de Tolosa \| Raimundo IV de Tolosa \| Raimundo IV de Tolosa \| \| \| \| \| \| \| \| \| \| \| \| \| \| \| \| \| \| \| \| \| \| \| \| \| \| \| \| \| \| \| \| \| \| \| \| \| \| \| \| \| \| \| \| \| \| \| \| \| \| \| \| \| \| \| \| Guillermo IV de Tolosa \| Guillermo IV de Tolosa \| Guillermo IV de Tolosa \| Guillermo IV de Tolosa \| Guillermo IV de Tolosa \| Guillermo IV de Tolosa \| \| \| \| \| \| \| \| \| \| \| Raimundo IV de Tolosa \| Raimundo IV de Tolosa \| Raimundo IV de Tolosa \| Raimundo IV de Tolosa \| Raimundo IV de Tolosa \| Raimundo IV de Tolosa \| \| \| \| \| \| \| \| \| \| \| \| \| \| \| \| \| \| \| \| \| \| \| \| \| \| \| \| \| \| \| \| \| \| \| \| \| \| \| \| \| \| \| \| \| \| \| \| \| \| \| \| \| \| \| \| Felipa de Tolosa \| Felipa de Tolosa \| Felipa de Tolosa \| Felipa de Tolosa \| Felipa de Tolosa \| Felipa de Tolosa \| \| \| \| \| \| \| \| \| \| \| Beltrán de Trípoli \| Beltrán de Trípoli \| Beltrán de Trípoli \| Beltrán de Trípoli \| Beltrán de Trípoli \| Beltrán de Trípoli \| \| \| \| \| \| \| \| \| \| \| \| \| \| \| \| \| \| \| \| \| \| \| \| \| \| \| \| \| \| \| \| \| \| \| \| \| \| \| \| \| \| \| \| \| \| \| \| \| \| \| \| \| \| \| \| Felipa de Tolosa \| Felipa de Tolosa \| Felipa de Tolosa \| Felipa de Tolosa \| Felipa de Tolosa \| Felipa de Tolosa \| \| \| \| \| \| \| \| \| \| \| Beltrán de Trípoli \| Beltrán de Trípoli \| Beltrán de Trípoli \| Beltrán de Trípoli \| Beltrán de Trípoli \| Beltrán de Trípoli \| \| \| \| \| \| \| \| \| \| \| \| \| \| \| \| \| \| \| \| \| \| \| \| \| \| \| \| \| \| \| \| \| \| \| \| \| \| \| \| Balduino II de Jerusalén \| Balduino II de Jerusalén \| Balduino II de Jerusalén \| Balduino II de Jerusalén \| Balduino II de Jerusalén \| Balduino II de Jerusalén \| \| \| Morfia de Melitene \| Morfia de Melitene \| Morfia de Melitene \| Morfia de Melitene \| Morfia de Melitene \| Morfia de Melitene \| \| \| \| \| \| \| \| \| \| \| \| \| \| \| \| \| \| \| Ponce de Trípoli \| Ponce de Trípoli \| Ponce de Trípoli \| Ponce de Trípoli \| Ponce de Trípoli \| Ponce de Trípoli \| \| \| Cecilia de Francia \| Cecilia de Francia \| Cecilia de Francia \| Cecilia de Francia \| Cecilia de Francia \| Cecilia de Francia \| \| \| \| \| \| \| \| \| \| \| \| \| \| \| \| \| \| \| \| \| \| \| \| \| \| \| \| \| \| \| \| Balduino II de Jerusalén \| Balduino II de Jerusalén \| Balduino II de Jerusalén \| Balduino II de Jerusalén \| Balduino II de Jerusalén \| Balduino II de Jerusalén \| \| \| Morfia de Melitene \| Morfia de Melitene \| Morfia de Melitene \| Morfia de Melitene \| Morfia de Melitene \| Morfia de Melitene \| \| \| \| \| \| \| \| \| \| \| \| \| \| \| \| \| \| \| Ponce de Trípoli \| Ponce de Trípoli \| Ponce de Trípoli \| Ponce de Trípoli \| Ponce de Trípoli \| Ponce de Trípoli \| \| \| Cecilia de Francia \| Cecilia de Francia \| Cecilia de Francia \| Cecilia de Francia \| Cecilia de Francia \| Cecilia de Francia \| \| \| \| \| \| \| \| \| \| \| \| \| \| \| \| \| \| \| \| \| \| \| \| \| \| \| \| \| \| \| \| \| \| \| \| \| \| \| \| \| \| \| \| \| \| \| \| \| \| \| \| \| \| \| \| \| \| \| \| \| \| \| \| \| \| \| \| \| \| \| \| \| \| \| \| \| \| \| \| \| \| \| \| \| \| \| \| \| \| \| \| \| \| \| \| \| \| \| \| \| \| \| \| \| \| \| \| \| \| \| \| \| \| \| \| \| \| \| \| \| \| \| \| \| \| \| \| \| \| \| \| \| \| \| \| \| \| \| \| \| \| \| \| \| \| \| \| \| \| \| \| \| \| \| \| \| \| \| \| \| \| \| \| \| \| \| \| \| \| \| \| \| \| \| \| \| \| \| \| \| \| Melisenda de Jerusalén \| Melisenda de Jerusalén \| Melisenda de Jerusalén \| Melisenda de Jerusalén \| Melisenda de Jerusalén \| Melisenda de Jerusalén \| \| \| \| \| \| \| Alicia de Jerusalén \| Alicia de Jerusalén \| Alicia de Jerusalén \| Alicia de Jerusalén \| Alicia de Jerusalén \| Alicia de Jerusalén \| \| \| \| \| \| \| \| \| \| \| Hodierna de Jerusalén \| Hodierna de Jerusalén \| Hodierna de Jerusalén \| Hodierna de Jerusalén \| Hodierna de Jerusalén \| Hodierna de Jerusalén \| \| \| Raimundo II de Trípoli \| Raimundo II de Trípoli \| Raimundo II de Trípoli \| Raimundo II de Trípoli \| Raimundo II de Trípoli \| Raimundo II de Trípoli \| \| \| Inés de Trípoli \| Inés de Trípoli \| Inés de Trípoli \| Inés de Trípoli \| Inés de Trípoli \| Inés de Trípoli \| \| \| \| \| \| \| \| \| \| \| \| \| \| \| \| \| \| \| \| \| \| \| \| \| \| \| \| Melisenda de Jerusalén \| Melisenda de Jerusalén \| Melisenda de Jerusalén \| Melisenda de Jerusalén \| Melisenda de Jerusalén \| Melisenda de Jerusalén \| \| \| \| \| \| \| Alicia de Jerusalén \| Alicia de Jerusalén \| Alicia de Jerusalén \| Alicia de Jerusalén \| Alicia de Jerusalén \| Alicia de Jerusalén \| \| \| \| \| \| \| \| \| \| \| Hodierna de Jerusalén \| Hodierna de Jerusalén \| Hodierna de Jerusalén \| Hodierna de Jerusalén \| Hodierna de Jerusalén \| Hodierna de Jerusalén \| \| \| Raimundo II de Trípoli \| Raimundo II de Trípoli \| Raimundo II de Trípoli \| Raimundo II de Trípoli \| Raimundo II de Trípoli \| Raimundo II de Trípoli \| \| \| Inés de Trípoli \| Inés de Trípoli \| Inés de Trípoli \| Inés de Trípoli \| Inés de Trípoli \| Inés de Trípoli \| \| \| \| \| \| \| \| \| \| \| \| \| \| \| \| \| \| \| \| \| \| \| \| \| \| \| \| \| \| \| \| \| \| \| \| \| \| \| \| \| \| \| \| \| \| \| \| \| \| \| \| \| \| \| \| \| \| \| \| \| \| \| \| \| \| \| \| \| \| \| \| \| \| \| \| \| \| \| \| \| \| \| \| \| \| \| \| \| \| \| \| \| \| \| \| \| \| \| \| \| \| \| \| \| \| \| \| \| \| \| \| \| \| \| \| \| \| \| \| \| \| \| \| \| \| \| \| \| \| \| \| \| \| \| \| \| \| \| \| \| \| \| \| \| \| \| \| \| \| \| \| \| \| \| \| \| \| \| \| \| \| \| \| \| \| \| \| \| \| \| \| \| \| \| \| \| \| Balduino III de Jerusalén \| Balduino III de Jerusalén \| Balduino III de Jerusalén \| Balduino III de Jerusalén \| Balduino III de Jerusalén \| Balduino III de Jerusalén \| \| \| Amalarico I de Jerusalén \| Amalarico I de Jerusalén \| Amalarico I de Jerusalén \| Amalarico I de Jerusalén \| Amalarico I de Jerusalén \| Amalarico I de Jerusalén \| \| \| Constanza de Antioquía \| Constanza de Antioquía \| Constanza de Antioquía \| Constanza de Antioquía \| Constanza de Antioquía \| Constanza de Antioquía \| \| \| Raimundo de Poitiers \| Raimundo de Poitiers \| Raimundo de Poitiers \| Raimundo de Poitiers \| Raimundo de Poitiers \| Raimundo de Poitiers \| \| \| Melisenda de Trípoli \| Melisenda de Trípoli \| Melisenda de Trípoli \| Melisenda de Trípoli \| Melisenda de Trípoli \| Melisenda de Trípoli \| \| \| Raimundo III de Trípoli \| Raimundo III de Trípoli \| Raimundo III de Trípoli \| Raimundo III de Trípoli \| Raimundo III de Trípoli \| Raimundo III de Trípoli \| \| \| Eschiva de Bures \| Eschiva de Bures \| Eschiva de Bures \| Eschiva de Bures \| Eschiva de Bures \| Eschiva de Bures \| \| \| Gualterio de Saint Omer \| Gualterio de Saint Omer \| Gualterio de Saint Omer \| Gualterio de Saint Omer \| Gualterio de Saint Omer \| Gualterio de Saint Omer \| \| \| \| \| \| \| \| \| \| \| \| \| \| \| \| Balduino III de Jerusalén \| Balduino III de Jerusalén \| Balduino III de Jerusalén \| Balduino III de Jerusalén \| Balduino III de Jerusalén \| Balduino III de Jerusalén \| \| \| Amalarico I de Jerusalén \| Amalarico I de Jerusalén \| Amalarico I de Jerusalén \| Amalarico I de Jerusalén \| Amalarico I de Jerusalén \| Amalarico I de Jerusalén \| \| \| Constanza de Antioquía \| Constanza de Antioquía \| Constanza de Antioquía \| Constanza de Antioquía \| Constanza de Antioquía \| Constanza de Antioquía \| \| \| Raimundo de Poitiers \| Raimundo de Poitiers \| Raimundo de Poitiers \| Raimundo de Poitiers \| Raimundo de Poitiers \| Raimundo de Poitiers \| \| \| Melisenda de Trípoli \| Melisenda de Trípoli \| Melisenda de Trípoli \| Melisenda de Trípoli \| Melisenda de Trípoli \| Melisenda de Trípoli \| \| \| Raimundo III de Trípoli \| Raimundo III de Trípoli \| Raimundo III de Trípoli \| Raimundo III de Trípoli \| Raimundo III de Trípoli \| Raimundo III de Trípoli \| \| \| Eschiva de Bures \| Eschiva de Bures \| Eschiva de Bures \| Eschiva de Bures \| Eschiva de Bures \| Eschiva de Bures \| \| \| Gualterio de Saint Omer \| Gualterio de Saint Omer \| Gualterio de Saint Omer \| Gualterio de Saint Omer \| Gualterio de Saint Omer \| Gualterio de Saint Omer \| \| \| \| \| \| \| \| \| \| \| \| \| \| \| \| \| \| \| \| \| \| \| \| \| \| \| \| \| \| \| \| \| \| \| \| \| \| \| \| \| \| \| \| \| \| \| \| \| \| \| \| \| \| \| \| \| \| \| \| \| \| \| \| \| \| \| \| \| \| \| \| \| \| \| \| \| \| \| \| \| \| \| \| \| \| \| \| \| \| \| \| \| \| \| \| \| \| \| \| \| \| \| \| \| \| \| \| \| \| \| \| \| \| \| \| \| \| \| \| \| \| \| \| \| \| \| \| \| \| \| \| \| \| \| \| \| \| \| \| \| \| \| \| \| \| \| \| \| \| \| \| \| \| \| \| \| \| \| \| \| \| \| \| \| \| \| \| \| \| Balduino IV de Jerusalén \| Balduino IV de Jerusalén \| Balduino IV de Jerusalén \| Balduino IV de Jerusalén \| Balduino IV de Jerusalén \| Balduino IV de Jerusalén \| \| \| Sibila de Jerusalén \| Sibila de Jerusalén \| Sibila de Jerusalén \| Sibila de Jerusalén \| Sibila de Jerusalén \| Sibila de Jerusalén \| \| \| Isabel I de Jerusalén \| Isabel I de Jerusalén \| Isabel I de Jerusalén \| Isabel I de Jerusalén \| Isabel I de Jerusalén \| Isabel I de Jerusalén \| \| \| Bohemundo III de Antioquía \| Bohemundo III de Antioquía \| Bohemundo III de Antioquía \| Bohemundo III de Antioquía \| Bohemundo III de Antioquía \| Bohemundo III de Antioquía \| \| \| \| \| \| \| \| \| \| \| Hugo II de Saint Omer \| Hugo II de Saint Omer \| Hugo II de Saint Omer \| Hugo II de Saint Omer \| Hugo II de Saint Omer \| Hugo II de Saint Omer \| \| \| Guillermo de Saint Omer \| Guillermo de Saint Omer \| Guillermo de Saint Omer \| Guillermo de Saint Omer \| Guillermo de Saint Omer \| Guillermo de Saint Omer \| \| \| Raúl de Saint Omer \| Raúl de Saint Omer \| Raúl de Saint Omer \| Raúl de Saint Omer \| Raúl de Saint Omer \| Raúl de Saint Omer \| \| \| \| \| \| \| \| \| \| \| \| \| \| \| \| Balduino IV de Jerusalén \| Balduino IV de Jerusalén \| Balduino IV de Jerusalén \| Balduino IV de Jerusalén \| Balduino IV de Jerusalén \| Balduino IV de Jerusalén \| \| \| Sibila de Jerusalén \| Sibila de Jerusalén \| Sibila de Jerusalén \| Sibila de Jerusalén \| Sibila de Jerusalén \| Sibila de Jerusalén \| \| \| Isabel I de Jerusalén \| Isabel I de Jerusalén \| Isabel I de Jerusalén \| Isabel I de Jerusalén \| Isabel I de Jerusalén \| Isabel I de Jerusalén \| \| \| Bohemundo III de Antioquía \| Bohemundo III de Antioquía \| Bohemundo III de Antioquía \| Bohemundo III de Antioquía \| Bohemundo III de Antioquía \| Bohemundo III de Antioquía \| \| \| \| \| \| \| \| \| \| \| Hugo II de Saint Omer \| Hugo II de Saint Omer \| Hugo II de Saint Omer \| Hugo II de Saint Omer \| Hugo II de Saint Omer \| Hugo II de Saint Omer \| \| \| Guillermo de Saint Omer \| Guillermo de Saint Omer \| Guillermo de Saint Omer \| Guillermo de Saint Omer \| Guillermo de Saint Omer \| Guillermo de Saint Omer \| \| \| Raúl de Saint Omer \| Raúl de Saint Omer \| Raúl de Saint Omer \| Raúl de Saint Omer \| Raúl de Saint Omer \| Raúl de Saint Omer \| \| \| \| \| \| \| \| \| \| \| \| \| \| \| \| \| \| \| \| \| \| \| \| \| \| \| \| \| \| \| \| \| \| \| \| \| \| \| \| \| \| \| \| \| \| \| \| \| \| \| \| \| \| \| \| \| \| \| \| \| \| \| \| \| \| \| \| \| \| \| \| \| \| \| \| \| \| \| \| \| \| \| \| \| \| \| \| \| \| \| \| \| \| \| \| \| \| \| \| \| Balduino V de Jerusalén \| Balduino V de Jerusalén \| Balduino V de Jerusalén \| Balduino V de Jerusalén \| Balduino V de Jerusalén \| Balduino V de Jerusalén \| \| \| \| \| \| \| Raimundo IV de Trípoli \| Raimundo IV de Trípoli \| Raimundo IV de Trípoli \| Raimundo IV de Trípoli \| Raimundo IV de Trípoli \| Raimundo IV de Trípoli \| \| \| Bohemundo IV de Antioquía \| Bohemundo IV de Antioquía \| Bohemundo IV de Antioquía \| Bohemundo IV de Antioquía \| Bohemundo IV de Antioquía \| Bohemundo IV de Antioquía \| \| \| \| \| \| \| \| \| \| \| \| \| \| \| \| \| \| \| \| \| \| \| \| \| \| \| \| \| \| \| \| \| \| \| \| \| \| \| \| \| \| \| |                           |                           |                           |                           |                           |                        |                        |                          |                          |                          |                          |                          |                          |  |  |                        |                        |                        |                        |                        |                        |                        |                        |                            |                            |                            |                            |                            |                            |                           |                           |                           |                           |                       |                       |                       |                       |                     |                     |                         |                         |                         |                         |                         |                         |  |  |                         |                         |                         |                         |                         |                         |  |  |                         |                         |                         |                         |                         |                         |  |  |  |  |  |  |  |  |  |  |  |  |  |  |
| |                           |                           |                           |                           |                           |                        |                        |                          |                          |                          |                          |                          |                          |  |  |                        |                        |                        |                        |                        |                        |                        |                        |                            |                            |                            |                            | Ponce II de Tolosa         | Ponce II de Tolosa         | Ponce II de Tolosa        | Ponce II de Tolosa        | Ponce II de Tolosa        | Ponce II de Tolosa        |                       |                       | Almodis de la Marca   | Almodis de la Marca   | Almodis de la Marca | Almodis de la Marca | Almodis de la Marca     | Almodis de la Marca     |                         |                         |                         |                         |  |  |                         |                         |                         |                         |                         |                         |  |  |                         |                         |                         |                         |                         |                         |  |  |  |  |  |  |  |  |  |  |  |  |  |  |
| |                           |                           |                           |                           |                           |                        |                        |                          |                          |                          |                          |                          |                          |  |  |                        |                        |                        |                        |                        |                        |                        |                        |                            |                            |                            |                            | Ponce II de Tolosa         | Ponce II de Tolosa         | Ponce II de Tolosa        | Ponce II de Tolosa        | Ponce II de Tolosa        | Ponce II de Tolosa        |                       |                       | Almodis de la Marca   | Almodis de la Marca   | Almodis de la Marca | Almodis de la Marca | Almodis de la Marca     | Almodis de la Marca     |                         |                         |                         |                         |  |  |                         |                         |                         |                         |                         |                         |  |  |                         |                         |                         |                         |                         |                         |  |  |  |  |  |  |  |  |  |  |  |  |  |  |
| |                           |                           |                           |                           |                           |                        |                        |                          |                          |                          |                          |                          |                          |  |  |                        |                        |                        |                        |                        |                        |                        |                        |                            |                            |                            |                            |                            |                            |                           |                           |                           |                           |                       |                       |                       |                       |                     |                     |                         |                         |                         |                         |                         |                         |  |  |                         |                         |                         |                         |                         |                         |  |  |                         |                         |                         |                         |                         |                         |  |  |  |  |  |  |  |  |  |  |  |  |  |  |
| |                           |                           |                           |                           |                           |                        |                        |                          |                          |                          |                          |                          |                          |  |  |                        |                        |                        |                        |                        |                        |                        |                        |                            |                            |                            |                            |                            |                            |                           |                           |                           |                           |                       |                       |                       |                       |                     |                     |                         |                         |                         |                         |                         |                         |  |  |                         |                         |                         |                         |                         |                         |  |  |                         |                         |                         |                         |                         |                         |  |  |  |  |  |  |  |  |  |  |  |  |  |  |
| |                           |                           |                           |                           |                           |                        |                        |                          |                          |                          |                          |                          |                          |  |  |                        |                        |                        |                        |                        |                        |                        |                        | Guillermo IV de Tolosa     | Guillermo IV de Tolosa     | Guillermo IV de Tolosa     | Guillermo IV de Tolosa     | Guillermo IV de Tolosa     | Guillermo IV de Tolosa     |                           |                           |                           |                           |                       |                       |                       |                       |                     |                     | Raimundo IV de Tolosa   | Raimundo IV de Tolosa   | Raimundo IV de Tolosa   | Raimundo IV de Tolosa   | Raimundo IV de Tolosa   | Raimundo IV de Tolosa   |  |  |                         |                         |                         |                         |                         |                         |  |  |                         |                         |                         |                         |                         |                         |  |  |  |  |  |  |  |  |  |  |  |  |  |  |
| |                           |                           |                           |                           |                           |                        |                        |                          |                          |                          |                          |                          |                          |  |  |                        |                        |                        |                        |                        |                        |                        |                        | Guillermo IV de Tolosa     | Guillermo IV de Tolosa     | Guillermo IV de Tolosa     | Guillermo IV de Tolosa     | Guillermo IV de Tolosa     | Guillermo IV de Tolosa     |                           |                           |                           |                           |                       |                       |                       |                       |                     |                     | Raimundo IV de Tolosa   | Raimundo IV de Tolosa   | Raimundo IV de Tolosa   | Raimundo IV de Tolosa   | Raimundo IV de Tolosa   | Raimundo IV de Tolosa   |  |  |                         |                         |                         |                         |                         |                         |  |  |                         |                         |                         |                         |                         |                         |  |  |  |  |  |  |  |  |  |  |  |  |  |  |
| |                           |                           |                           |                           |                           |                        |                        |                          |                          |                          |                          |                          |                          |  |  |                        |                        |                        |                        |                        |                        |                        |                        | Felipa de Tolosa           | Felipa de Tolosa           | Felipa de Tolosa           | Felipa de Tolosa           | Felipa de Tolosa           | Felipa de Tolosa           |                           |                           |                           |                           |                       |                       |                       |                       |                     |                     | Beltrán de Trípoli      | Beltrán de Trípoli      | Beltrán de Trípoli      | Beltrán de Trípoli      | Beltrán de Trípoli      | Beltrán de Trípoli      |  |  |                         |                         |                         |                         |                         |                         |  |  |                         |                         |                         |                         |                         |                         |  |  |  |  |  |  |  |  |  |  |  |  |  |  |
| |                           |                           |                           |                           |                           |                        |                        |                          |                          |                          |                          |                          |                          |  |  |                        |                        |                        |                        |                        |                        |                        |                        | Felipa de Tolosa           | Felipa de Tolosa           | Felipa de Tolosa           | Felipa de Tolosa           | Felipa de Tolosa           | Felipa de Tolosa           |                           |                           |                           |                           |                       |                       |                       |                       |                     |                     | Beltrán de Trípoli      | Beltrán de Trípoli      | Beltrán de Trípoli      | Beltrán de Trípoli      | Beltrán de Trípoli      | Beltrán de Trípoli      |  |  |                         |                         |                         |                         |                         |                         |  |  |                         |                         |                         |                         |                         |                         |  |  |  |  |  |  |  |  |  |  |  |  |  |  |
| |                           |                           |                           |                           |                           |                        |                        | Balduino II de Jerusalén | Balduino II de Jerusalén | Balduino II de Jerusalén | Balduino II de Jerusalén | Balduino II de Jerusalén | Balduino II de Jerusalén |  |  | Morfia de Melitene     | Morfia de Melitene     | Morfia de Melitene     | Morfia de Melitene     | Morfia de Melitene     | Morfia de Melitene     |                        |                        |                            |                            |                            |                            |                            |                            |                           |                           |                           |                           |                       |                       |                       |                       |                     |                     | Ponce de Trípoli        | Ponce de Trípoli        | Ponce de Trípoli        | Ponce de Trípoli        | Ponce de Trípoli        | Ponce de Trípoli        |  |  | Cecilia de Francia      | Cecilia de Francia      | Cecilia de Francia      | Cecilia de Francia      | Cecilia de Francia      | Cecilia de Francia      |  |  |                         |                         |                         |                         |                         |                         |  |  |  |  |  |  |  |  |  |  |  |  |  |  |
| |                           |                           |                           |                           |                           |                        |                        | Balduino II de Jerusalén | Balduino II de Jerusalén | Balduino II de Jerusalén | Balduino II de Jerusalén | Balduino II de Jerusalén | Balduino II de Jerusalén |  |  | Morfia de Melitene     | Morfia de Melitene     | Morfia de Melitene     | Morfia de Melitene     | Morfia de Melitene     | Morfia de Melitene     |                        |                        |                            |                            |                            |                            |                            |                            |                           |                           |                           |                           |                       |                       |                       |                       |                     |                     | Ponce de Trípoli        | Ponce de Trípoli        | Ponce de Trípoli        | Ponce de Trípoli        | Ponce de Trípoli        | Ponce de Trípoli        |  |  | Cecilia de Francia      | Cecilia de Francia      | Cecilia de Francia      | Cecilia de Francia      | Cecilia de Francia      | Cecilia de Francia      |  |  |                         |                         |                         |                         |                         |                         |  |  |  |  |  |  |  |  |  |  |  |  |  |  |
| |                           |                           |                           |                           |                           |                        |                        |                          |                          |                          |                          |                          |                          |  |  |                        |                        |                        |                        |                        |                        |                        |                        |                            |                            |                            |                            |                            |                            |                           |                           |                           |                           |                       |                       |                       |                       |                     |                     |                         |                         |                         |                         |                         |                         |  |  |                         |                         |                         |                         |                         |                         |  |  |                         |                         |                         |                         |                         |                         |  |  |  |  |  |  |  |  |  |  |  |  |  |  |
| |                           |                           |                           |                           |                           |                        |                        |                          |                          |                          |                          |                          |                          |  |  |                        |                        |                        |                        |                        |                        |                        |                        |                            |                            |                            |                            |                            |                            |                           |                           |                           |                           |                       |                       |                       |                       |                     |                     |                         |                         |                         |                         |                         |                         |  |  |                         |                         |                         |                         |                         |                         |  |  |                         |                         |                         |                         |                         |                         |  |  |  |  |  |  |  |  |  |  |  |  |  |  |
| |                           |                           |                           | Melisenda de Jerusalén    | Melisenda de Jerusalén    | Melisenda de Jerusalén | Melisenda de Jerusalén | Melisenda de Jerusalén   | Melisenda de Jerusalén   |                          |                          |                          |                          |  |  | Alicia de Jerusalén    | Alicia de Jerusalén    | Alicia de Jerusalén    | Alicia de Jerusalén    | Alicia de Jerusalén    | Alicia de Jerusalén    |                        |                        |                            |                            |                            |                            |                            |                            |                           |                           | Hodierna de Jerusalén     | Hodierna de Jerusalén     | Hodierna de Jerusalén | Hodierna de Jerusalén | Hodierna de Jerusalén | Hodierna de Jerusalén |                     |                     | Raimundo II de Trípoli  | Raimundo II de Trípoli  | Raimundo II de Trípoli  | Raimundo II de Trípoli  | Raimundo II de Trípoli  | Raimundo II de Trípoli  |  |  | Inés de Trípoli         | Inés de Trípoli         | Inés de Trípoli         | Inés de Trípoli         | Inés de Trípoli         | Inés de Trípoli         |  |  |                         |                         |                         |                         |                         |                         |  |  |  |  |  |  |  |  |  |  |  |  |  |  |
| |                           |                           |                           | Melisenda de Jerusalén    | Melisenda de Jerusalén    | Melisenda de Jerusalén | Melisenda de Jerusalén | Melisenda de Jerusalén   | Melisenda de Jerusalén   |                          |                          |                          |                          |  |  | Alicia de Jerusalén    | Alicia de Jerusalén    | Alicia de Jerusalén    | Alicia de Jerusalén    | Alicia de Jerusalén    | Alicia de Jerusalén    |                        |                        |                            |                            |                            |                            |                            |                            |                           |                           | Hodierna de Jerusalén     | Hodierna de Jerusalén     | Hodierna de Jerusalén | Hodierna de Jerusalén | Hodierna de Jerusalén | Hodierna de Jerusalén |                     |                     | Raimundo II de Trípoli  | Raimundo II de Trípoli  | Raimundo II de Trípoli  | Raimundo II de Trípoli  | Raimundo II de Trípoli  | Raimundo II de Trípoli  |  |  | Inés de Trípoli         | Inés de Trípoli         | Inés de Trípoli         | Inés de Trípoli         | Inés de Trípoli         | Inés de Trípoli         |  |  |                         |                         |                         |                         |                         |                         |  |  |  |  |  |  |  |  |  |  |  |  |  |  |
| |                           |                           |                           |                           |                           |                        |                        |                          |                          |                          |                          |                          |                          |  |  |                        |                        |                        |                        |                        |                        |                        |                        |                            |                            |                            |                            |                            |                            |                           |                           |                           |                           |                       |                       |                       |                       |                     |                     |                         |                         |                         |                         |                         |                         |  |  |                         |                         |                         |                         |                         |                         |  |  |                         |                         |                         |                         |                         |                         |  |  |  |  |  |  |  |  |  |  |  |  |  |  |
| |                           |                           |                           |                           |                           |                        |                        |                          |                          |                          |                          |                          |                          |  |  |                        |                        |                        |                        |                        |                        |                        |                        |                            |                            |                            |                            |                            |                            |                           |                           |                           |                           |                       |                       |                       |                       |                     |                     |                         |                         |                         |                         |                         |                         |  |  |                         |                         |                         |                         |                         |                         |  |  |                         |                         |                         |                         |                         |                         |  |  |  |  |  |  |  |  |  |  |  |  |  |  |
| Balduino III de Jerusalén | Balduino III de Jerusalén | Balduino III de Jerusalén | Balduino III de Jerusalén | Balduino III de Jerusalén | Balduino III de Jerusalén |                        |                        | Amalarico I de Jerusalén | Amalarico I de Jerusalén | Amalarico I de Jerusalén | Amalarico I de Jerusalén | Amalarico I de Jerusalén | Amalarico I de Jerusalén |  |  | Constanza de Antioquía | Constanza de Antioquía | Constanza de Antioquía | Constanza de Antioquía | Constanza de Antioquía | Constanza de Antioquía |                        |                        | Raimundo de Poitiers       | Raimundo de Poitiers       | Raimundo de Poitiers       | Raimundo de Poitiers       | Raimundo de Poitiers       | Raimundo de Poitiers       |                           |                           | Melisenda de Trípoli      | Melisenda de Trípoli      | Melisenda de Trípoli  | Melisenda de Trípoli  | Melisenda de Trípoli  | Melisenda de Trípoli  |                     |                     | Raimundo III de Trípoli | Raimundo III de Trípoli | Raimundo III de Trípoli | Raimundo III de Trípoli | Raimundo III de Trípoli | Raimundo III de Trípoli |  |  | Eschiva de Bures        | Eschiva de Bures        | Eschiva de Bures        | Eschiva de Bures        | Eschiva de Bures        | Eschiva de Bures        |  |  | Gualterio de Saint Omer | Gualterio de Saint Omer | Gualterio de Saint Omer | Gualterio de Saint Omer | Gualterio de Saint Omer | Gualterio de Saint Omer |  |  |  |  |  |  |  |  |  |  |  |  |  |  |
| Balduino III de Jerusalén | Balduino III de Jerusalén | Balduino III de Jerusalén | Balduino III de Jerusalén | Balduino III de Jerusalén | Balduino III de Jerusalén |                        |                        | Amalarico I de Jerusalén | Amalarico I de Jerusalén | Amalarico I de Jerusalén | Amalarico I de Jerusalén | Amalarico I de Jerusalén | Amalarico I de Jerusalén |  |  | Constanza de Antioquía | Constanza de Antioquía | Constanza de Antioquía | Constanza de Antioquía | Constanza de Antioquía | Constanza de Antioquía |                        |                        | Raimundo de Poitiers       | Raimundo de Poitiers       | Raimundo de Poitiers       | Raimundo de Poitiers       | Raimundo de Poitiers       | Raimundo de Poitiers       |                           |                           | Melisenda de Trípoli      | Melisenda de Trípoli      | Melisenda de Trípoli  | Melisenda de Trípoli  | Melisenda de Trípoli  | Melisenda de Trípoli  |                     |                     | Raimundo III de Trípoli | Raimundo III de Trípoli | Raimundo III de Trípoli | Raimundo III de Trípoli | Raimundo III de Trípoli | Raimundo III de Trípoli |  |  | Eschiva de Bures        | Eschiva de Bures        | Eschiva de Bures        | Eschiva de Bures        | Eschiva de Bures        | Eschiva de Bures        |  |  | Gualterio de Saint Omer | Gualterio de Saint Omer | Gualterio de Saint Omer | Gualterio de Saint Omer | Gualterio de Saint Omer | Gualterio de Saint Omer |  |  |  |  |  |  |  |  |  |  |  |  |  |  |
| |                           |                           |                           |                           |                           |                        |                        |                          |                          |                          |                          |                          |                          |  |  |                        |                        |                        |                        |                        |                        |                        |                        |                            |                            |                            |                            |                            |                            |                           |                           |                           |                           |                       |                       |                       |                       |                     |                     |                         |                         |                         |                         |                         |                         |  |  |                         |                         |                         |                         |                         |                         |  |  |                         |                         |                         |                         |                         |                         |  |  |  |  |  |  |  |  |  |  |  |  |  |  |
| |                           |                           |                           |                           |                           |                        |                        |                          |                          |                          |                          |                          |                          |  |  |                        |                        |                        |                        |                        |                        |                        |                        |                            |                            |                            |                            |                            |                            |                           |                           |                           |                           |                       |                       |                       |                       |                     |                     |                         |                         |                         |                         |                         |                         |  |  |                         |                         |                         |                         |                         |                         |  |  |                         |                         |                         |                         |                         |                         |  |  |  |  |  |  |  |  |  |  |  |  |  |  |
| Balduino IV de Jerusalén | Balduino IV de Jerusalén  | Balduino IV de Jerusalén  | Balduino IV de Jerusalén  | Balduino IV de Jerusalén  | Balduino IV de Jerusalén  |                        |                        | Sibila de Jerusalén      | Sibila de Jerusalén      | Sibila de Jerusalén      | Sibila de Jerusalén      | Sibila de Jerusalén      | Sibila de Jerusalén      |  |  | Isabel I de Jerusalén  | Isabel I de Jerusalén  | Isabel I de Jerusalén  | Isabel I de Jerusalén  | Isabel I de Jerusalén  | Isabel I de Jerusalén  |                        |                        | Bohemundo III de Antioquía | Bohemundo III de Antioquía | Bohemundo III de Antioquía | Bohemundo III de Antioquía | Bohemundo III de Antioquía | Bohemundo III de Antioquía |                           |                           |                           |                           |                       |                       |                       |                       |                     |                     | Hugo II de Saint Omer   | Hugo II de Saint Omer   | Hugo II de Saint Omer   | Hugo II de Saint Omer   | Hugo II de Saint Omer   | Hugo II de Saint Omer   |  |  | Guillermo de Saint Omer | Guillermo de Saint Omer | Guillermo de Saint Omer | Guillermo de Saint Omer | Guillermo de Saint Omer | Guillermo de Saint Omer |  |  | Raúl de Saint Omer      | Raúl de Saint Omer      | Raúl de Saint Omer      | Raúl de Saint Omer      | Raúl de Saint Omer      | Raúl de Saint Omer      |  |  |  |  |  |  |  |  |  |  |  |  |  |  |
| Balduino IV de Jerusalén | Balduino IV de Jerusalén  | Balduino IV de Jerusalén  | Balduino IV de Jerusalén  | Balduino IV de Jerusalén  | Balduino IV de Jerusalén  |                        |                        | Sibila de Jerusalén      | Sibila de Jerusalén      | Sibila de Jerusalén      | Sibila de Jerusalén      | Sibila de Jerusalén      | Sibila de Jerusalén      |  |  | Isabel I de Jerusalén  | Isabel I de Jerusalén  | Isabel I de Jerusalén  | Isabel I de Jerusalén  | Isabel I de Jerusalén  | Isabel I de Jerusalén  |                        |                        | Bohemundo III de Antioquía | Bohemundo III de Antioquía | Bohemundo III de Antioquía | Bohemundo III de Antioquía | Bohemundo III de Antioquía | Bohemundo III de Antioquía |                           |                           |                           |                           |                       |                       |                       |                       |                     |                     | Hugo II de Saint Omer   | Hugo II de Saint Omer   | Hugo II de Saint Omer   | Hugo II de Saint Omer   | Hugo II de Saint Omer   | Hugo II de Saint Omer   |  |  | Guillermo de Saint Omer | Guillermo de Saint Omer | Guillermo de Saint Omer | Guillermo de Saint Omer | Guillermo de Saint Omer | Guillermo de Saint Omer |  |  | Raúl de Saint Omer      | Raúl de Saint Omer      | Raúl de Saint Omer      | Raúl de Saint Omer      | Raúl de Saint Omer      | Raúl de Saint Omer      |  |  |  |  |  |  |  |  |  |  |  |  |  |  |
| |                           |                           |                           |                           |                           |                        |                        |                          |                          |                          |                          |                          |                          |  |  |                        |                        |                        |                        |                        |                        |                        |                        |                            |                            |                            |                            |                            |                            |                           |                           |                           |                           |                       |                       |                       |                       |                     |                     |                         |                         |                         |                         |                         |                         |  |  |                         |                         |                         |                         |                         |                         |  |  |                         |                         |                         |                         |                         |                         |  |  |  |  |  |  |  |  |  |  |  |  |  |  |
| |                           |                           |                           |                           |                           |                        |                        | Balduino V de Jerusalén  | Balduino V de Jerusalén  | Balduino V de Jerusalén  | Balduino V de Jerusalén  | Balduino V de Jerusalén  | Balduino V de Jerusalén  |  |  |                        |                        |                        |                        | Raimundo IV de Trípoli | Raimundo IV de Trípoli | Raimundo IV de Trípoli | Raimundo IV de Trípoli | Raimundo IV de Trípoli     | Raimundo IV de Trípoli     |                            |                            | Bohemundo IV de Antioquía  | Bohemundo IV de Antioquía  | Bohemundo IV de Antioquía | Bohemundo IV de Antioquía | Bohemundo IV de Antioquía | Bohemundo IV de Antioquía |                       |                       |                       |                       |                     |                     |                         |                         |                         |                         |                         |                         |  |  |                         |                         |                         |                         |                         |                         |  |  |                         |                         |                         |                         |                         |                         |  |  |  |  |  |  |  |  |  |  |  |  |  |  |

## Raimundo III en la ficción
El personaje de Raimundo III aparece en muchas novelas que tienen lugar en el Oriente cruzado. Asume el papel de un héroe positivo y compasivo en la obra de Graham Shelby, The Knights of Dark Renown (1969). El libro infantil de Ronald Welch, Knight Crusader (1954), lo retrata de una manera ligeramente dividida, mientras que la novela infantil Crusader King (2004) de Susan Peek sobre el rey Balduino IV lo representa de manera negativa.
En la película de Ridley Scott, Kingdom of Heaven (2005), aparece una versión bastante libre de la figura de Raimundo III, interpretado por Jeremy Irons, con el nombre de Tiberias para evitar confusión con el personaje de Reinaldo de Châtillon, interpretado por Brendan Gleeson. El Condado de Trípoli no tiene ningún papel en la película, y Raimundo/Tiberias aparece como el mariscal de Jerusalén. Tampoco participa en la batalla de los Cuernos de Hattin y se dirige a Chipre después de eso.

## Lectura adicional
- Baldwin, Marshall W. (1936). Raymond III of Tripolis and the Fall of Jerusalem (1140-1187) (en inglés). Princeton University Press.
- Richard, Jean (1945). Le comté de Tripoli sous la dynastie toulousaine (1102-1187) (en francés). P. Geuthner. ISSN 0768-2506.

- Datos: Q354389
- Multimedia: Raymond III, Count of Tripoli / Q354389